# 야마다 데쓰토
야마다 데쓰토(일본어: 山田 哲人, 1992년 7월 16일 ~ )는 일본의 프로 야구 선수이며, 현재 센트럴 리그인 도쿄 야쿠르트 스왈로스의 소속 선수(내야수)이다. 효고현 도요오카시 출신이다.
일본 프로 야구에 있어서 일본인 우타자 시즌 최다 안타 기록 보유자(193안타 = 2014년)이다. 2015년에는 프로 야구 사상 최초로 홈런왕·도루왕을 동시에 획득하면서 최종적으로는 타격 부문 9관왕을 석권했다. 일본 프로 야구 역사상 유일하게 트리플 쓰리 3회 달성자이며 이를 계기로 ‘미스터 트리플 쓰리’(ミスター・トリプルスリー)라는 별명이 붙었다. 또한 헤이세이 시대에 태어난 프로 야구 선수로서는 최초로 최다 홈런 기록을 보유하고 있다.

## 인물

### 프로 입단 전
어렸을 때부터 공수도와 축구를 했고, 가냘프고 차분했으나 운동 신경은 뛰어났다. 초등학교 2학년 때 다카라즈카 리틀 리그 팀에서 외야수로서 야구를 시작했다. 당시 리그에서 활약했을 당시 아나다 마사키와는 팀 동료였다. 고텐야마 중학교 재학 시절에는 소년 리그팀에서 소속돼 주로 내야수로서 활약했다. 야마다는 당시를 회상하며 “초등학교, 중학교 때는 프로에 갈 수 있으리라고는 생각하지 못했다” 라고 말했다.
리세이샤 고등학교에 진학과 동시에 가족끼리 이 학교가 소재하고 있는 오사카부 도요나카시로 이사했다. 리세이샤 고등학교 시절에는 1학년 여름부터 벤치에 들어가 2학년 여름에는 주전 2루수였고 2학년 가을부터 주전 유격수로서 활약, 3학년 봄에는 고도의 집중력을 보일 정도의 높은 수비력과 4할 3푼 5리의 높은 타율로 팀을 이끄는 등 오사카 대회 우승과 긴키 대회에서의 준우승을 이끌었다. 3학년 여름에 열린 제92회 전국 고등학교 야구 선수권 대회에서는 2차전(첫 경기) 상대 팀이자 나카무라 쇼고가 소속된 덴리 고등학교와의 경기에서 홈으로 도루를 성공시켜 리세이샤 고등학교의 하계 고시엔 대회 첫 승리에 기여했다. 세이코가쿠인 고등학교와의 경기에서는 상대 투수 사이우치 히로아키로부터 홈런을 때려냈지만 팀은 패했다. 훗날 한신 타이거스에 입단하게 되는 이노우에 고타는 야마다의 홈런을 보고 리세이샤 고등학교에 가고 싶다는 생각을 했다고 말했다. 더욱이 고등학교 1년 후배로는 사카모토 세이시로가 있었다.
2010년 프로 야구 드래프트 회의에서 도쿄 야쿠르트 스왈로스와 오릭스 버펄로스로부터 낙첨 1순위로 지명을 받았고 추첨 결과 야쿠르트가 교섭권을 획득했다. 11월 25일에는 연봉 720만 엔에 가계약을 맺었고 자신에게 있어서 야쿠르트는 가장 가고 싶은 구단이었다고 말했다.

### 프로 입단 후

#### 2011년
입단 첫 해에 2군에서 타율 2할 5푼 9리, 5홈런이라는 저조한 성적으로 끝나 시즌 중의 1군 출전은 이루지 못했지만 1군에서 유격수를 지키고 있던 선수의 잇단 부상이나 교육 리그에서의 호조를 보였다는 평가를 받아 주니치 드래건스와의 클라이맥스 시리즈 파이널 스테이지 2차전에서 1번 타자 겸 유격수로서 선발 출전했다. 4타수 무안타로 끝났지만 클라이맥스 시리즈에서 고졸 신인 야수의 선발 출전은 야마다가 사상 최초였다. 3차전에서는 야마이 다이스케로부터 볼넷을 고른 첫 출루와 아오키 노리치카의 적시타로 첫 득점을 기록했다. 4차전에서는 가와이 유다이로부터 우익 선상으로 떨어지는 2루타로 첫 안타, 아사오 다쿠야로부터 적시타를 때려내는 등의 첫 타점을 기록해 2안타 1타점을 기록했다.

#### 2012년
정규 시즌이던 4월 5일에 대타로서 첫 출전함과 동시에 첫 타석에서 프로 데뷔 첫 안타를 기록했다. 8월 10일 요미우리 자이언츠전에서 우쓰미 데쓰야로부터 첫 홈런과 첫 타점을 기록했다.

#### 2013년
유격수로서 출전했지만 수비력에 문제점이 노출된 것과 다나카 히로야스의 타격 부진에 의해 5월의 1군 승격 이후에는 고정 2루수로서의 출장이 대부분이었다. 그런 한편으로 타율은 2할 8푼 3리로 타격에서는 뚜렷한 성과를 남겼다. 또 10월 6일에는 히로시마 도요 카프의 마에다 겐타로부터 프로 데뷔 후 처음으로 만루 홈런을 기록했다. 시즌 종반까지 홈런이 나오지 않아서 장타력은 발휘하지 못했지만 선구안을 살려내며 출루율 0.354와 9개의 도루를 기록하는 등 고졸 출신으로는 프로 3년 만에 1군에서의 일정한 성적을 남겼다.

#### 2014년
스기무라 시게루 타격 코치와의 ‘맨투맨 지도’에 의해 타격이 크게 향상된 4월부터 9월에 걸쳐 일본 프로 야구 역사상 최초로 6개월 연속 첫회 선두 타자 홈런을 달성했다. 감독 추천으로 올스타전에 출전하여 2차전에서는 홈런을 포함한 2안타를 기록하면서 올스타전 감투 선수상을 수상했다. 8월에는 리그 1위에 해당되는 41개의 안타를 기록하여 자신으로서는 첫 월간 MVP를 수상했다. 10월 6일 요코하마 DeNA 베이스타스전에서는 네 번째 타석에서 이 날 안타 3개째를 날렸는데 1950년에 한신 타이거스의 후지무라 후미오가 기록한 일본인 우타자의 시즌 통산 191안타와 어깨를 나란히 했고 이어지는 8회의 1사 만루 상황에서 맞이한 다섯 번째 타석에서 야마구치 슌으로부터 역전 만루 홈런을 날리면서 신기록을 수립했다. 최종적으로 193개의 안타를 기록하여 최다 안타 타이틀을 획득했고 수위 타자 경쟁을 벌인 끝에 최종적으로 0.324의 높은 성적을 남겼다. 작년에 이어 뛰어난 선구안을 보여주며 장거리 타자로 경계받는 상황도 늘어나면서 볼넷은 전년도 대비 배 이상인 81개를 기록해 출루율은 40%를 넘어섰다. 더욱이 공을 맞히는 능력 이상으로 장타력에 관해서는 눈부시게 향상됐다. 작년부터 홈런은 26개가 늘어 29홈런을 기록했고 2루타는 리그 1위인 39개를 기록했다. 스기무라 코치는 당초 야마다를 광각에 타구를 날리는 중거리 타자를 목표로 하도록 지도했지만 예상을 뛰어넘는 높은 출루율의 장거리 타자로 탈바꿈시켰다. 장타율·출루율 모두 크게 향상됨에 따라 OPS 0.941은 리그 2위, wRAA 48.4는 리그 1위를 기록하여 2루수로서 매우 뛰어난 타격 능력을 보였다. 시즌 종료 후인 10월 9일에 미일 야구 2014의 일본 대표팀 선수로 발탁됐다는 사실이 발표됐다. 또한 이 대회에서는 프로 데뷔 후 처음으로 1루수로서 출전했다.

#### 2015년
시즌 개막을 앞둔 2월 16일에 ‘GLOBAL BASEBALL MATCH 2015 사무라이 재팬 대 유럽 대표’의 일본 대표팀 선수로 발탁됐다. 3월 10일, 1차전에서는 8번·1루수로 선발 출전했고 3월 11일 2차전에선 2번·2루수로 선발 출전하여 홈런을 기록했다. 스기무라 코치로부터 시즌 전에 트리플 쓰리를 달성해낼 수 있는 소질을 갖고 있다는 기대를 받았다.
정규 시즌 초반인 3, 4월에는 2할 6푼 9리의 낮은 타율로 부진을 겪었지만 5월 이후에는 안정감을 되찾아 3할 이상의 타율을 기록했다. 8월 22일 주니치전에서 3타수 연속 홈런을 날렸고, 그 전날 마지막 타석에서부터 통산으로서의 프로 야구 타이 기록이 되는 4타수 연속 홈런을 기록했다. 이 연속 홈런으로 그해 시즌 홈런을 31개로 늘리면서 자신으로서는 첫 30홈런을 달성했다. 9월 6일 히로시마전에서는 30개째의 도루를 기록하면서 트리플 쓰리를 결정지었다. 팀에서는 유일하게 전 경기 풀 이닝 출전을 이루면서 타율 3할 2푼 9리, 38홈런, 100타점, 도루 34개 등 모두 최고 성적을 남겨 2002년 마쓰이 가즈오 이래 프로 야구 역대 9번째이자, 구단으로서는 최초로 트리플 쓰리를 달성했다. 23세 나이에 달성한 것은 센트럴 리그 최연소 기록이다. 트리플 쓰리, 100타점을 동시에 달성한 것은 1950년 벳토 가오루·이와모토 요시유키가 달성한 이래 65년 만이며 프로 야구 역대 세 번째 사례이다. 월간 MVP는 7월부터 9월까지 3개월 연속으로 선정됐는데 센트럴 리그 야수로서 월간 MVP를 3개월 연속 수상한 사례는 2007년의 알렉스 라미레스(2007년 7월 ~ 9월) 이래 달성한 쾌거였다. 시즌 도중 마나카 미쓰루 감독의 방침으로 2번 가와바타 신고, 3번·야마다, 4번 하타케야마 가즈히로로 고정된 후 컨디션이 좋아지면서 타율·안타·타점은 각각 리그 2위를 기록한 것 외에도 홈런왕, 도루왕, 최고 출루율 등의 타격 부문 타이틀을 연거푸 석권하여 그 해에 리그 우승한 야쿠르트 타선의 중심이 되는 활약을 보여주었다. 홈런왕과 도루왕 타이틀을 동시에 획득한 것과 트리플 쓰리를 달성하면서 도루왕을 획득하는 것은 모두 사상 최초이다. 후쿠오카 소프트뱅크 호크스와 맞붙은 일본 시리즈에서는 3차전에서 일본 시리즈 사상 최초인 한 경기 3연타석 홈런을 기록했다. 팀은 1승 4패로 패했지만 자신은 일본 시리즈 감투상을 수상했다. NPB AWARDS에서는 2년 연속으로 베스트 나인과 센트럴 리그 MVP에 선정되는 영예를 안았다.
시즌 종료 후인 12월 8일, 도쿄의 구단 사무소에서 가진 계약 협상에 임하면서 다음 시즌부터의 등번호가 그해까지 23번부터 1번으로 변경됐다는 사실을 구단 측이 공식 발표했고 이날 현장에 참석한 아오키 노리치카로부터 등번호 1번이 새겨진 유니폼을 건네받았다. 연봉은 약 8,000만 엔에서 대폭 상승한(1억 4000만 엔 상승) 약 2억 2,000만 엔으로 서명했다. 고졸 출신 야수로서의 2억 엔 도달은 이치로, 마쓰이 히데키와 맞먹는 역대 가장 빠른 기록이 됐다.

#### 2016년

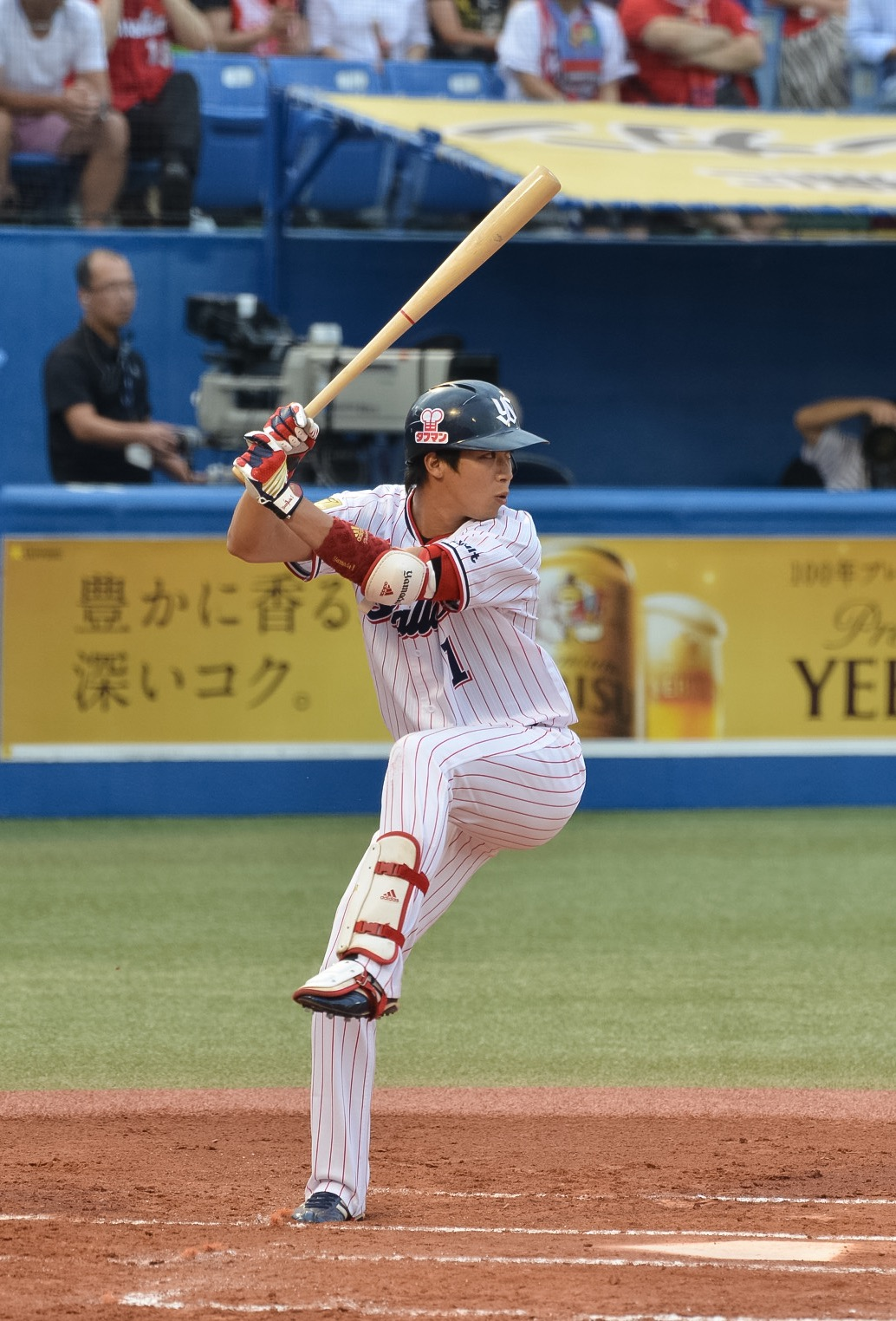
메이지 진구 야구장에서(2016년 9월 3일)

시즌 개막을 앞둔 2월 15일에 ‘사무라이 재팬 평가전 일본 vs 중화 타이베이’의 일본 대표팀에 발탁됐다. 정규 시즌에서는 6월엔 23경기에 출전하여 타율 3할 4푼 6리, 28안타, 10홈런, 28타점을 기록했는데 이 중 타율, 홈런, 타점이 리그 1위의 성적을 남긴 공로로 자신으로서는 5번째의 월간 MVP를 수상했다. 더욱이 야쿠르트에서 5번째의 월간 MVP 수상은 알렉스 라미레스와 맞먹는 구단 타이 기록이다. 그러나 7월 30일 요미우리전(도쿄 돔)에서 다하라 세이지가 던진 공이 등에 맞았다. 이후에도 경기에 계속 출전했지만 8월 9일 주니치전(나고야 돔)에서 통증을 호소하며 경기 도중에 교체됐다. 왼쪽 8번째 늑골뼈좌상이라는 진단 결과가 나오면서 이 부상으로 인해 출장 등록이 말소됐다. 2주 간의 말소를 거쳐 부상에서 복귀한 이후에는 많이 회복되는 조짐을 보였으나 9월 11일 한신 타이거스전(메이지 진구 야구장)에서 이와사다 유타가 던진 직구가 또 한 번 등에 맞았다. 두 차례의 몸에 맞는 볼로 인해 타격 성적은 하락세를 보였으나 최종적으로 타율 3할 4리, 38홈런, 30도루로 2015년에 이어 트리플 쓰리를 달성하는 쾌거를 이뤄냈다. 2년 연속으로 여러 차례 달성한 것은 일본 프로 야구 역사상 처음이다. 또한 2년 연속으로 도루왕을 차지했다. 시즌 종료 후인 10월 18일에 ‘사무라이 재팬 - 야구 네덜란드 대표, 야구 멕시코 대표 평가전’의 일본 대표팀 선수로 발탁됐다.

#### 2017년
하반신 상태가 좋지 않은 와중에도 팀에서 유일하게 전 경기 풀이닝 출전 기록을 달성했다. 하지만 시즌을 통해서 극심한 부진에 시달렸고 최종적으로는 타율 2할 4푼 7리, 24홈런, 14개의 도루를 남겨 트리플 쓰리에는 크게 못 미치는 결과를 보였다. 최종전 후에는 팀의 거듭된 부진으로 전력이 약화되면서 결국 96패라는 최악의 패전 성적을 남겼고, 자신도 타격 부진으로 인해 분한 감정을 드러내면서 끝내 눈물을 흘렸다.

#### 2018년
새해 벽두부터 트리플 쓰리를 잡아내겠다는 것을 목표로 내걸었고 전년도의 부진에서 벗어나 시범 경기에서부터 안정된 성적을 남겼다. 5월 11일 DeNA전에서 시즌 10호 솔로 홈런을 때려낸 것을 계기로 5년 연속 두 자릿수 홈런 기록을 달성했다. 6월 28일 주니치전(메이지 진구 야구장)에서 9회말에 3점 홈런을 때려내 프로 8년 만에 처음이 되는 끝내기 홈런(끝내기 볼넷을 제외)이 됐다. 7월 9일 요미우리전(시즈오카 구사나기 구장)에서는 역대 66번째이자 헤이세이 시대에 태어난 선수로선 최초로 사이클링 히트를 달성했다. 7월 20일 주니치전(메이지 진구 야구장)부터 8월 4일 한신전(교세라 돔 오사카)까지 12경기 연속 타점을 기록했다. 이것은 일본 프로 야구에서 1986년 랜디 바스에 뒤를 이은 역대 2위의 기록이며 일본인으로서는 역대 최장 기록이다. 8월 31일 히로시마전에서 2년 만에 30도루를 기록했다. 이 상황에서 승부에 강한 타격을 보여주는 등 최종적으로는 타율 0.315, 34홈런, 33도루를 남기는 등 자신의 통산 세 번째인 트리플 쓰리를 달성했다. OPS도 1.014를 기록하며 팀의 강력한 타선을 이끌었다. 오프에는 2년 만의 베스트 나인에도 선정됐다.

#### 2019년
4월 26일 요미우리전에서 상대 투수 스가노 도모유키로부터 아오키 노리치카·야마다·블라디미르 발렌틴에 의한 3자 연속 홈런을 기록했고 한달 후인 5월 26일에는 같은 3명이서 또다시 3자 연속 홈런을 기록했다. 9월 4일 히로시마전(메이지 진구 야구장)에서 시즌 33호 쐐기 만루 홈런을 때려내며 개인 통산 200호에 도달했다. 27세 1개월에서의 200호 홈런을 기록한 것은 역대 5번째로 가장 젊었고 야쿠르트 구단에서는 최연소 기록으로 발렌틴에 이어 8번째인 200호를 달성하게 됐다. 또 9월 14일 DeNA전에서 도루를 실패할 때까지 전년도부터 이어지고 있던 38연속 도루 성공 기록을 계속 수립하면서 프로 야구 신기록을 세웠다. 시즌 전체적으로 타격 성적에서는 30홈런·30도루는 달성했지만 타율은 2할 7푼 대에 그쳤고 트리플 쓰리 4회 달성에는 이루지 못했다. 12월 24일에는 7,000만 엔이 상승한 추정 연봉 5억 엔에 재계약을 맺었다.

#### 2020년
개막 이후부터 2경기 연속 홈런을 때려내는 쾌조의 스타트를 끊었지만 그 이후로는 상반신의 상태가 안 좋을 정도로 고통을 호소하여 결장이나 등록 말소에 의해서 회복에 전력을 다하는 시기도 있었다. 6월 28일 요미우리전(메이지 진구 야구장)에서는 6회 1사 만루 상황에서의 타석에서 후지오카 다카히로를 상대로, 8월 30일 DeNA전(요코하마 스타디움)에서는 2회 2사 만루 상황에서의 타석에서 사카구치 고스케를 상대로 각각 만루 홈런을 때려내는 등 그해 2개의 만루 홈런을 쳤다. 9월 20일 히로시마전(메이지 진구 야구장)에서는 나카무라 유타를 상대로 하마다 다이키·아오키 노리치카·야마다까지 2년 연속으로 3자 연속 홈런을 기록했다. 최종적으로는 규정 타석에 처음 도달한 2014년 이후 가장 저조한 성적에 허덕이며 출루율, 장타율, OPS를 기록하는 등 어려움을 겪었다. 9월 3일에는 국내 FA권을 취득하여 자신의 거취에 대한 시선이 쏠렸는데 FA권을 행사하지 않고 잔류를 결심해 새로이 추정 연봉 5억 엔+성과급 지급의 7년간 재계약을 맺었다. 또한 ‘같은 환경에 있으면 어느 경우에도 무한한 신뢰나 애정을 얻을 수 있다라고 생각해서’라는 이유로 팀의 주장을 맡겠다고 선언했다. 다음 해인 2021년 시즌부터 아오키 노리치카를 대신해 팀의 주장을 맡게 됐다.

#### 2021년
개막 이후부터 부진이 계속됐는데 교류전을 기점으로 서서히 컨디션을 끌어올렸다. 자신의 6번째로 출전한 올스타전에서는 1차전(7월 16일)에서 29세의 생일을 맞이했기 때문에 센트럴 리그 출전 선수들의 기념 촬영 시에 생일 축하를 받았다. 9월 26일 주니치전(메이지 진구 야구장)에서는 3회에 상대 투수 오가사와라 신노스케로부터 시즌 30호 만루 홈런을 때려냈다. 이로써 30홈런은 2019년 이래 5번째가 됐고 야쿠르트 구단에서는 발렌틴(8차례), 이케야마 다카히로(5차례)에 이어 기록됐다. 4회에는 적시타, 6회에는 이날 두 개째 홈런을 터뜨려 2홈런 7타점의 활약을 펼쳤다. 시즌 내내 발의 상태가 좋지 않은 것의 영향으로 도루 시도는 크게 줄었지만 리그 4위에 해당되는 34홈런, 리그 3위인 101타점, 리그 4위인 OPS 0.885를 기록했다. 2016년 이후가 되는 30홈런·100타점 이상을 기록하며 역시 30홈런·100타점 이상을 기록한 무라카미 무네타카와 함께 강력한 3·4번 콤비를 형성했다. 또한 팀의 주장으로서도 위기 상황에서 마운드에 올라 투수를 진정시켜 벤치에서는 젊은 선수들에게 적극적으로 조언을 하는 등 2년 연속 최하위로 허덕이고 있던 팀을 이끌어 6년 만의 리그 우승에 기여하는 역할을 했다. 오릭스 버펄로스와 맞붙은 일본 시리즈에서는 5차전 8회에 상대 투수 타일러 히긴스로부터 동점 3점 홈런을 치며 오스기 가쓰오, 이케야마 다카히로와 맞먹는 구단 최다 타이 기록인 일본 시리즈 4홈런째를 기록했다. 일본 시리즈 전체적으로 타율 0.167이라는 극심한 타격 부진에 시달렸지만 최종적으로 20년 만에 팀 통산 6번째의 일본 시리즈 우승으로 이끌며 전년도의 부상과 타격 부진에서 벗어나는 등의 활약을 보인 시즌을 보냈다. 내년 시즌에 대해서는 자신의 4번째 트리플 쓰리를 달성하는 것과 첫 골든 글러브상 수상을 목표로 내걸었다.

#### 2022년
네 번째 트리플 쓰리를 향해 적극적으로 도루를 해 나가기로 결심했다. 3월 25일 한신과의 개막전에서는 첫 타석에서 상대 선발 투수 후지나미 신타로로부터 몸에 맞는 공을 받았지만 9회초에 카일 켈러로부터 동점 솔로 홈런을 터뜨려 개막전 사상 최대인 7점차 역전승에 기여했다. 심각한 타격 부진에 시달리면서도 귀중한 한방을 날려 팀의 교류전 우승의 결정적인 역할을 했다. 7월에는 코로나19 확진 판정을 받은 이후에는 상승세를 보이던 상태가 바뀌면서 부진을 더욱 극에 달하게 됐다. 야마다와 함께 전력에서 이탈 후 부진했던 선수들의 원 상태가 돌아오지 않게 되자, 후반기에서 6연패를 당했을 때는 ‘도와주세요’라고 고개를 숙이기도 했다고 무라카미가 우승 후에 말했다. 최종 성적은 OPS가 0.800 아래로 떨어졌고 홈런도 30개를 넘지 못하여 리그 최악의 기록에 해당되는 140개의 삼진을 기록했다. 출루율은 주전으로 고정된 이후 최저 성적인 0.333에 그치는 등 어려움을 겪었지만 시즌 종반에 3경기 연속 홈런을 터뜨리는 등 인상적인 활약을 보였다. 우승이 확정된 뒤에는 팀 전체가 부진 속에서 고군분투하며 타격 부문 3관왕 및 56홈런을 기록하는 등 팀을 계속 이끌었던 무라카미 앞에서 감격에 북받쳤는지 끝내 눈물을 흘리는 모습도 보였다.

#### 2023년
4월 12일의 DeNA전에서 하반신 부상을 입으면서 다음날에 출전 선수 등록이 말소됐고, 4월 28일에 선발로 복귀했다. 5월 23일의 한신전(메이지 진구 야구장)에서는 6회 2사 1루 상황의 타석에서 무라카미 쇼키를 상대로 2점 홈런을 때려내며 역대 3번째가 되는 진구 구장에서의 통산 150홈런을 달성했다. 7월 1일 히로시마전(메이지 진구 야구장)에서는 2019년 9월 22일 이후 처음으로 4번 타자로 출전했지만 다음 날에 열린 히로시마전에서 오른발 부상을 당해 그 다음날인 3일에 출전 선수 등록이 말소됐다. 8월 1일에는 1군에 복귀하여 같은 달 13일 한신전(교세라 돔 오사카)에서는 5회 2사 2루 상황의 타석에서 이토 마사시를 상대로 2점 홈런을 때려내 히로사와 가쓰미(1985~1994년)와 어깨를 나란히 하는 구단 기록인 10년 연속 두 자릿수 홈런을 기록했다. 10월 4일 한신전(메이지 진구 야구장)에서는 1회 2사에 주자없는 상황의 타석에서 오타케 고타로를 상대로 이케야마 다카히로가 기록한 167홈런에 이은 역대 단독 2위의 진구 구장에서의 통산 156번째 홈런을 때려냈고 5회에 동점 적시타, 4대 4 동점으로 맞은 9회 1사 1, 3루 타석에서 희생 플라이를 기록하여 시즌 최종전을 끝내기 승리로 마무리 지었다. 시즌 성적은 2013년 이후 10년 만에 규정 타석에 도달하지 못했고 105경기에 출전하여 타율 0.231, 14홈런, 40타점의 성적으로 시즌을 마쳤다.

## 국가대표 경력

### 일본 대표팀
2015년 10월 9일에는 제1회 WBSC 프리미어 12의 일본 대표팀 최종 로스터 28인 명단에 올랐다. 최종적으로 팀은 3위로 끝나 동메달을 획득했다.
2017년 시즌 개막을 앞둔 3월에 개최된 제4회 월드 베이스볼 클래식의 일본 대표팀 선수로 발탁돼 이 대회에서는 주로 1번 타자 겸 지명 타자로서 출전했다. 2라운드 2차전 상대인 쿠바전에서 대회 사상 8번째가 되는 선두 타자 홈런을 기록하는 등 한 경기에서 2개 홈런을 때려내는 등의 활약을 보였다.
2019년 11월에 개최된 제2회 WBSC 프리미어 12 일본 대표팀에 발탁되면서 결승전 상대인 대한민국전에서는 2회에 역전 3점 홈런을 기록하여 일본 대표팀의 첫 우승에 기여했다.
2021년 6월 16일에 도쿄 올림픽 야구 일본 국가대표로 발탁되면서 올림픽 본선에서는 전체 5경기에 1번 타자로 출전했다. 준결승전인 대한민국전에서 결승타를 포함한 팀내 최고 성적인 7타점을 기록하는 등 일본 대표팀의 금메달 획득에 기여한 공로로 대회 MVP에 선정되는 영예를 안았다.
2023년 시즌 개막을 앞둔 3월에 개최된 제5회 월드 베이스볼 클래식 일본 대표팀 선수로 발탁되면서 팀의 우승에 기여했다.

#### 2017 WBC에서의 사라진 홈런
2017년 3월 7일, 도쿄 돔에서 열린 제4회 월드 베이스볼 클래식 1라운드 B조 경기인 일본 대 쿠바전에서 4회말 2사 2루 상황에 야마다가 좌익 방향으로 때려낸 타구를 맨 앞줄에 있던 남자 중학생이 글러브를 낀 손을 그라운드쪽으로 뻗어 포구하는 상황이 발생했다. 한때 홈런인 것처럼 보였지만 비디오 판독에 의한 분석을 한 후 심판진의 판단에 따라 2루타로 판명났다. 이 건을 둘러싸고 인터넷상에선 야마다가 실제로 하지 않은 발언이 루머로 확산되거나 포구한 사람이 특정돼 비난성 댓글이 오르는 등의 소동이 벌어졌다. 경기 후 야마다는 ‘아무튼 이것도 야구니까 어쩔 수 없지만, 웨이트 트레이닝을 해서 타구를 날리고 싶다’라고 말했고 포구한 남자 중학생에 대해서는 “나는 전혀 신경쓰지 않는다. 그래서 야구를 싫어하지 않고 글러브를 가지고 응원하러 와줬으면 좋겠다”, “이것도 뭔가의 인연이고 장래에 프로 야구 선수가 돼서 같이 ‘그런 일이 있었군요’라고 말할 수 있을 정도의 추억에 남는 이야기를 할 수 있도록 노력하면 좋겠다. 나도 완벽한 홈런을 칠 수 있도록 최선을 다하겠다”라고 말했다.

## 플레이 스타일
트리플 쓰리를 차지할 정도로 최상의 실력을 갖추고 있다는 호평을 받고 있다.

### 타격

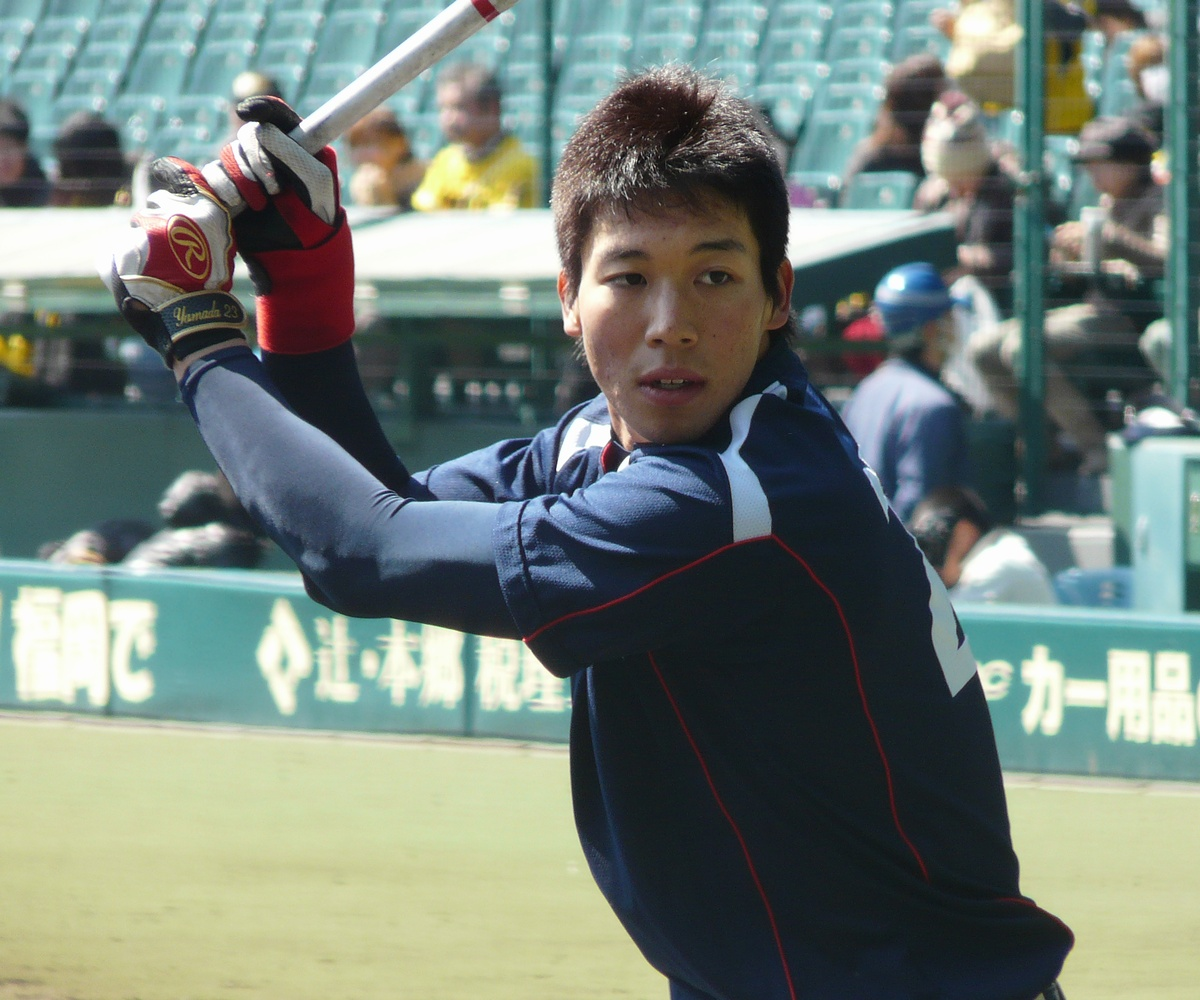
타격 연습 중인 야마다(2012년)

고교 통산 31개의 홈런을 기록하는 등 프로 입단 전부터 장타력은 높이 평가되고 있어 고교 시절 스윙 속도는 고교 선배였던 T-오카다(오릭스)를 웃도는 154km/h를 기록하고 있다.
스피드와 파워를 겸비한 최고의 우타자라는 평가를 받고 있다. 정작 야마다는 “나는 홈런 타자가 아니다”라고 말한 바 있다.
스윙을 하는 빈도가 매우 낮은 타자이며, 2014년의 스윙률은 38.8%로 일본 프로 야구에서 규정 타석에 도달한 전체 58명의 타자 중 7번째로 적었고 2016년 5월 종료 시점에서는 36.6%를 나타내며 규정 타석에 도달한 전체 63명의 타자 중 세 번째이자 센트럴 리그에서는 최소였다. 볼에 대한 스윙률은 2014년부터 24.9% → 23.3% → 17.6%로 변하고 있으며 일본 프로 야구에서 가장 낮은 수치를 기록하고 있다. 모든 타석에서 차지하는 볼넷의 비율을 나타내는 BB%(Base on balls Percentage)도 해를 거듭할수록 높아지고 있다. 전체 타구에서 차지하는 뜬공의 비율은 2014년부터 49.0% → 54.8% → 58.1%로 변하고 있으며, 꾸준히 타구를 때려낼 수 있는 타자로 진화하고 있다. 또한 원래 잡아 당길 정도로 타석에 남아 있으려는 경향이 강한 타자이지만 해마다 그 비율을 올리고 있다.
팀 동료인 블라디미르 발렌틴은 대포라고 부르기에는 작은 야마다가 홈런을 양산할 수 있는 이유에 대해 “공을 멀리 날리는 데에 있어서 중요한 것은 신체 사이즈가 아닌 공 아래를 때리는 것”, “백스핀을 쓰는 기술이 뛰어나고 그것은 타고난 재능이다”라고 말했다. 브래드 엘드레드는 “야마다는 큰 몸을 이용해서 공을 멀리 날려보내는 유형이 아니라 스윙 속도를 이용해서 홈런을 때려내는 유형의 파워 히터”, “가장 큰 특징은 콤팩트하게 치는 가운데 엄청난 방망이 속도를 만들어내는 것이며, 올바른 방망이 궤도 안에서 공을 다루는 것이 가능하다. 선구안도 좋기 때문에 공을 건드리지 않는다”고 분석했다.
2018년 정규 시즌에서 기록했던 홈런의 평균 비거리는 119.7m이며, 20개 이상을 기록한 센트럴 리그 일본인 선수 중에선 최장 기록이다. 2015년도부터 2018년도까지의 비거리는 매년 꾸준히 늘고 있다. 2018년 시점에서 메이지 진구 야구장은 일본 프로 야구단의 홈구장으로서는 좁은 부류이며 타 구장에서는 외야 뜬공이 되는 타구가 홈런일 수도 있지만 2018년에는 메이지 진구 야구장에 한정된 평균 거리도 121.7m를 기록했으며 야구장 환경에 도움을 받은 홈런은 얼마되지 않았다.
인코스의 공 다루는 솜씨가 능숙한 편이다. 더욱이 그러한 상황에서 결과를 내는 승부에 강한 타자이다.
수많은 타이틀을 차지한 경력이 있는 타자이다. 2014년에는 최다 안타(193개), 베스트 나인을 수상했고 그 외에도 최다 멀티 안타(59개), 최다 맹타상(20회), 투 스트라이크 이후의 최고 타율(0.292), 우완 투수를 상대로 한 최고 타율(.343)을 기록했다.

### 주루
2015년에는 도루 성공률 89.5%를 남겨 도루수 및 도루 성공률의 높이에 따라 리그 평균에 비해 4.2점의 플러스를 나타내고 있으며 베이스 러닝은 리그 평균에 비해 8점분의 플러스를 기록하는 등 탁월한 기술을 보여 BsR(주루에 의한 득점 공헌도)이 양대 리그에서 가장 높은 수치를 남겼다. 도루든 베이스 러닝이든 득점 공헌도가 높다.
50m 달리기는 5.67초를 기록해 중학교 시절에는 100m 달리기에서 11초 5를 기록했다. 당시 야쿠르트 코치를 역임했던 후쿠치 가즈키는 야마다에 대해 “단순하게 스피드라는 면에서 말하자면 팀에서는 제일 빠르다. 나의 현역 때보다 단연 빠르다”라고 말했다.
2020년까지 팀 동료로 활약했던 우에다 쓰요시에 의하면 야마다는 ‘달릴 수 있는 용기’와 상대 배터리의 심리를 읽는 것에 능숙하다고 말했다. 야마다와 상대한 투수에 의하면 출루해도 우위는 크지 않고 달릴 기미도 보이지 않는데, 정신을 차려보니까 초구에 스타트를 끊을 수 있다고 말한다. 또한 슬라이딩 기술에도 정평이 나있다.

### 수비
타 구단의 베테랑 스카우트에 의하면 ‘타격이나 주루에 관해서는 문제가 없었지만 아쉽게도 수비가 어정쩡해서 2순위나 3순위로 붙잡을 수만 있다면’ 정도의 평가를 내렸다. 그러나 프로 입단 후에는 미국 언론에서 칭찬받은 적도 있다.
2013년 초반까지 유격수로서 수비면에서의 송구가 불안정하다는 지적을 받아 그해 5월 경 1군에 승격한 이후에는 2루에 거의 전념했다. 2015년에는 2루수로서 리그 2위에 해당되는 수비율(0.989)을 기록한 것 외에도 UZR에서 평균을 크게 웃도는 17.7을 기록했다. 2017년에 DELTA사에서 시행한 FIELDING AWARDS 평가에서는 1·2루 사이의 타구에 강한 반면 2루수와 유격수 사이의 타구에 약하다는 분석이 나왔다.
2018년도에는 UZR에서 1위를 차지한 기쿠치 료스케와 근소한 차이를 냈지만 FIELDING AWARDS에서는 선두와 근소한 차이인 2위를 나타냈고 다른 평가법에서는 12개 구단 중에서 1위를 나타냈다. 전년도와 마찬가지로 2루 쪽 땅볼 처리에 강한 경향이 나오고 있어서 수비 범위에서는 전체적으로 1위를 기록했다.
그 외에 국가 대표(사무라이 재팬)로 발탁할 당시에는 타 선수와 걸맞게 1루수·3루수로서의 출전도 있었다. 멀리 던지기는 110미터를 기록했다.
골든 글러브상에 대해 강한 동경을 가지고 있다.

### 야구 용구
글러브의 자문 계약을 2016년부터 도나이야와 맺고 있다. 도나이야와 자문 계약을 맺는 선수는 자신이 처음이다.
2012년 오프에 도나이야에서 제작한 글러브를 만났고, 이후 도나이야의 글러브를 애용하고 있다.

## 에피소드
- 어린 시절에 동경했던 선수는 요미우리 시절의 도밍고 마르티네스이며[174] 프로 입단을 앞두고 목표로 하는 선수는 사카모토 하야토를 꼽았는데[175] 프로 데뷔 후에는 개인적인 친분도 있다.[176] 또한 ‘제일 동경하는 사람’은 마쓰이 가즈오라고 말했다.[177] 좋아하는 축구 선수는 크리스티아누 호날두다.[178]

- 고교 시절 공식전의 멤버표 등에 기입할 때 자획이 좋지 않다고 해서 ‘사람 인’(人)자에 ‘ノ’(노)를 더했다.[179]

- 야쿠르트 입단 발표 기자회견에서는 “(야쿠르트의)아오키와 미야모토처럼 일장기를 짊어지는 선수가 되고 싶다”라고 포부를 말했다.[180]

- 2013년에 체력 강화를 위해서 맥도날드의 치즈 버거를 다량 섭취하여 체중 증가를 모색했지만[181] 2015년 시즌에는 치즈 버거를 먹는 것을 포기했다.[182]

- 2015년에 소프트뱅크의 야나기타 유키와 함께 트리플 쓰리를 달성한 것에 의해서 그 해 신어·유행어 대상에서 ‘트리플 쓰리’(トリプルスリー)가 연간 대상에 선정됐다.[183]

- 2016년부터는 가와바타 신고와 우구모리 아쓰시 등과 함께 에히메현 마쓰야마시에서 자율 훈련을 실시하고 있다.[184]

- 응원가도 인기가 있어 2021년에 스포츠 종합 웹사이트 ‘스포츠 나비’가 실시한 ‘프로 야구 팬이 선택한다! 마음속으로 열창하고 싶은 선수 응원가 랭킹’에서 1위를 차지했다.[185]

- 2020년 6월 17일부터 자신의 인스타그램을 개설했다고 밝혔다.[186]

- 팀 동료 무라카미 무네타카와는 매우 사이가 좋은 편이다.[187][188]

- 원래 말수는 적고, 주위를 고무시키는 성격은 아니지만 2020년 시즌 종료 후 팀의 주장을 맡겠다고 공식 선언하여 주위를 놀라게 했다.[189][190]

- 어린 시절부터 올림픽에 대한 동경은 강했다고 말했다.[191]

- 5회 종료 시 잠깐 동안 그날따라 맛이 다른 오니기리 1개를 먹고 있다.[192]

- 팀의 주장으로 취임한 이후부터는 후배 선수에게 적극적으로 기술을 전수하는 일이 예전에 비해서 늘어났다.[193][194]

- 도쿄 올림픽 야구 국가대표팀 선수(사무라이 재팬)로서 금메달을 획득한 영예를 기리기 위해 2022년 2월 22일, 효고현 다카라즈카시 스미레가오카 중앙공원 앞에 기념 골드 포스트(제74호)가 설치됐다(골드 포스트 프로젝트[195]).

## 상세 정보

### 출신 학교
- 리세이샤 고등학교

### 선수 경력
- 도쿄 야쿠르트 스왈로스(2011년 ~ )

국가 대표 경력
- 2015년 WBSC 프리미어 12 일본 국가대표
- 2017년 월드 베이스볼 클래식 일본 국가대표
- 2019년 WBSC 프리미어 12 일본 국가대표
- 2020년 하계 올림픽 일본 국가대표
- 2023년 월드 베이스볼 클래식 일본 국가대표

### 수상·타이틀 경력

#### 타이틀
- 홈런왕 : 1회(2015년) ※헤이세이 시대에 태어난 선수로는 최초
- 도루왕 : 3회(2015년, 2016년, 2018년)
- 최고 출루율 : 1회(2015년) ※헤이세이 시대에 태어난 선수로는 최초
- 최다 안타 : 1회(2014년) ※나카무라 아키라와 함께 헤이세이 시대에 태어난 선수로는 최초

#### 수상
NPB
- MVP : 1회(2015년)
- 베스트 나인 : 6회(2014년 ~ 2016년, 2018년, 2019년, 2021년) ※2루수 부문, 2014년에는 2루수 부문에서의 헤이세이 시대에 태어난 선수로는 수상
- 센트럴 리그 연맹 특별 수상 : 2회(리그 특별상: 2015년, 2018년) ※2015년에는 트리플 쓰리 달성, 2018년에는 NPB 사상 최초로 트리플 쓰리 3회 달성
- 커미셔너 특별 수상 : 1회(특별상: 2016년) ※ NPB 사상 첫 2년 연속 트리플 쓰리 달성
- 센트럴·퍼시픽 교류전 우수 선수(닛폰 생명상) : 1회(2014년)
- 월간 MVP : 6회(2014년 8월, 2015년 7월 ~ 9월, 2016년 6월, 2018년 7월) ※야수 부문
- 올스타전 감투 선수상 : 1회(2014년 2차전)
- 일본 시리즈 감투상 : 1회(2015년)
- 월간 사요나라상 : 2회(2018년 6월, 2021년 10·11월)
- 호치 프로 스포츠 대상 : 1회(2015년[196])
- 쓰바메시 연간 히어로상 : 3회(2014년 ~ 2016년)[197][198][199]
- 신어·유행어 대상 연간 대상(2015년 ‘트리플 쓰리’, 야나기타 유키와 공동 수상)

국제 대회
- 올림픽 야구 MVP(2021년)

### 개인 기록

#### 첫 기록
- 첫 출장 : 2012년 4월 5일, 대 한신 타이거스 2차전(메이지 진구 야구장), 8회말에 히라이 료의 대타로서 출장
- 첫 타석·첫 안타 : 상동, 8회말에 에노키다 다이키로부터 좌전 안타
- 첫 선발 출장 : 2012년 5월 24일, 대 지바 롯데 마린스 2차전(QVC 마린필드), 9번·유격수로서 선발 출장
- 첫 홈런·첫 타점 : 2012년 8월 10일, 대 요미우리 자이언츠 12차전(도쿄 돔), 5회초에 우쓰미 데쓰야로부터 좌월 솔로 홈런
- 첫 도루 : 2013년 5월 25일, 대 후쿠오카 소프트뱅크 호크스 1차전(메이지 진구 야구장), 2회말에 2루 안착(투수: 셋쓰 다다시, 포수: 야마자키 가쓰키)

#### 기록 달성 경력
- 통산 100홈런 : 2016년 7월 10일, 대 주니치 드래건스 15차전(메이지 진구 야구장), 7회말에 오카다 도시야로부터 좌중간에 2점 홈런 ※역대 277번째, 야쿠르트 구단 역사상 최연소가 되는 23세 11개월에서의 기록 달성
- 통산 150홈런 : 2018년 6월 30일, 대 한신 타이거스 8차전(메이지 진구 야구장), 7회말에 마르코스 마테오로부터 중월 2점 홈런 ※역대 168번째, 야쿠르트 구단 역사상 최연소가 되는 25세 11개월에서의 기록 달성
- 통산 1000안타 : 2019년 6월 30일, 대 요미우리 자이언츠 11차전(아키타 현립 야구장), 1회말에 C. C. 메르세데스로부터 중전 안타 ※역대 300번째, 야쿠르트 구단 역사상 최연소가 되는 26세 11개월에서의 기록 달성[200]
- 통산 200홈런 : 2019년 9월 4일, 대 히로시마 도요 카프 22차전, 9회말에 헤로니모 프란수아로부터 끝내기 만루 홈런 ※역대 106번째, 야쿠르트 구단 역사상 최연소 기록
- 통산 1000경기 출장 : 2020년 8월 23일, 대 한신 타이거스 12차전(메이지 진구 야구장), 2번·2루수로 선발 출장 ※역대 507번째[201]
- 통산 250홈런 : 2022년 4월 2일, 대 요코하마 DeNA 베이스타스 2차전(메이지 진구 야구장), 6회말에 오누키 신이치로부터 좌월 솔로 홈런 ※역대 66번째, 야쿠르트 구단 역사상 최연소인 29세 8개월에서의 기록 달성, 20대에서의 달성은 역대 13번째[202][203]
- 통산 1000삼진 : 2022년 8월 2일, 대 주니치 드래건스 14차전(메이지 진구 야구장), 3회말에 야나기 유야로부터 헛스윙 삼진 ※역대 75번째[204]

#### 기타
- 6개월 연속 첫회 선두 타자 홈런 : 2014년 ※일본 프로 야구 사상 최초
  - 4월 16일, 대 요미우리 자이언츠 2차전(메이지 진구 야구장)[205]
  - 5월 6일, 대 히로시마 도요 카프 6차전(메이지 진구 야구장)[206]
  - 6월 11일, 대 도호쿠 라쿠텐 골든이글스 3차전(라쿠텐 Kobo 스타디움 미야기)[207]
  - 7월 8일, 대 주니치 드래건스 10차전(메이지 진구 야구장)[208]
  - 8월 2일, 대 주니치 드래건스 14차전(메이지 진구 야구장)[209]
  - 9월 16일, 대 한신 타이거스 22차전(메이지 진구 야구장)[210]
- 일본인 우타자 시즌 193안타 : 2014년 ※일본 프로 야구 기록(1950년에 후지무라 후미오(191안타) 이래 64년 만의 기록 경신)
- 4타수 연속 홈런 : 2015년 8월 21일 대 주니치 드래건스 20차전(메이지 진구 야구장) 네 번째 타석에서 볼넷 1개를 사이에 두면서 8월 22일 대 주니치 드래건스 21차전(메이지 진구 야구장) 네 번째 타석에서 달성 ※역대 19명째(20번째), 역대 2위 타이 기록[211]
- 트리플 쓰리 : 3회(2015년, 2016년, 2018년)
  - 트리플 쓰리와 100타점을 동시에 달성한 것은 1950년에 이와모토 요시유키·벳토 가오루 이래 65년 만의 일이며(역대 3번째), 트리플 쓰리와 도루왕을 동시에 달성한 것은 사상 최초
  - 양대 리그에서의 트리플 쓰리(퍼시픽 리그에서는 후쿠오카 소프트뱅크 호크스의 야나기타 유키가 달성 완료)는 1950년에 이와모토 요시유키·벳토 가오루 이래 65년 만의 두 번째 달성
  - 트리플 쓰리 세 차례 달성은 배리 본즈에 이어 세계에서 두 번째
- 홈런왕과 도루왕을 동시에 획득(2015년) ※프로 야구 사상 최초
- 일본 시리즈에서의 3타석 연속 홈런 : 2015년 ※나가시마 시게오 이래 두 번째(일본 시리즈에서의 한 경기 3타석 연속 홈런은 사상 최초)
- 사이클링 히트 : 1회(2018년 7월 9일, 대 요미우리 자이언츠 12차전, 시즈오카현 구사나기 종합운동장 경식 야구장) ※역대 66번째(71번째), 헤이세이 시대 태생의 선수로서는 사상 최초
- 12경기 연속 타점 : 2018년 7월 20일 ~ 8월 4일
- 시즌 130득점 : 2018년 ※역대 3위 타이, 구단 기록
- 38회 연속 도루 성공 : 2018년 ~ 2019년 ※일본 프로 야구 기록
- 개막 이후부터 33회 연속 도루 성공 : 2019년 ※일본 프로 야구 기록
- 한 시즌에서 33회 연속 도루 성공 : 2019년 ※일본 프로 야구 기록
- 3년 연속 리그 최다 득점 : 2014년 ~ 2016년 ※오 사다하루에 이은 센트럴 리그 공동 2위
- 올스타전 출장 : 7회(2014년 ~ 2016년, 2018년 ~ 2019년, 2021년, 2022년)

### 등번호
- 23(2011년 ~ 2015년)
- 1(2016년 ~ )

### 연도별 타격 성적
| 연 도       | 소 속       | 경 기 | 타 석 | 타 수 | 득 점 | 안 타 | 2 루 타 | 3 루 타 | 홈 런 | 루 타 | 타 점 | 도 루 | 도 루 자 | 희 생 번 | 희 생 플 | 볼 넷 | 고 4 | 사 구 | 삼 진 | 병 살 타 | 타 율 | 출 루 율 | 장 타 율 | O P S |
| ----------- | ----------- | ----- | ----- | ----- | ----- | ----- | ------- | ------- | ----- | ----- | ----- | ----- | -------- | -------- | -------- | ----- | ---- | ----- | ----- | -------- | ----- | -------- | -------- | ----- |
| 2012년      | 야쿠르트    | 26    | 49    | 44    | 5     | 11    | 2       | 0       | 1     | 16    | 1     | 0     | 0        | 0        | 0        | 5     | 0    | 0     | 11    | 0        | .250  | .327     | .364     | .690  |
| 2013년      | 야쿠르트    | 94    | 396   | 350   | 50    | 99    | 13      | 2       | 3     | 125   | 26    | 9     | 2        | 3        | 3        | 39    | 0    | 1     | 37    | 6        | .283  | .354     | .357     | .711  |
| 2014년      | 야쿠르트    | 143   | 685   | 596   | 106   | 193   | 39      | 1       | 29    | 321   | 89    | 15    | 5        | 2        | 5        | 74    | 2    | 8     | 95    | 10       | .324  | .403     | .539     | .941  |
| 2015년      | 야쿠르트    | 143   | 646   | 557   | 119   | 183   | 39      | 2       | 38    | 340   | 100   | 34    | 4        | 0        | 3        | 81    | 2    | 5     | 111   | 11       | .329  | .416     | .610     | 1.027 |
| 2016년      | 야쿠르트    | 133   | 590   | 481   | 102   | 146   | 26      | 3       | 38    | 292   | 102   | 30    | 2        | 0        | 4        | 97    | 1    | 8     | 101   | 16       | .304  | .425     | .607     | 1.032 |
| 2017년      | 야쿠르트    | 143   | 624   | 526   | 79    | 130   | 25      | 1       | 24    | 229   | 78    | 14    | 4        | 0        | 1        | 91    | 1    | 6     | 132   | 15       | .247  | .364     | .435     | .799  |
| 2018년      | 야쿠르트    | 140   | 637   | 524   | 130   | 165   | 30      | 4       | 34    | 305   | 89    | 33    | 4        | 0        | 3        | 106   | 5    | 4     | 119   | 8        | .315  | .432     | .582     | 1.014 |
| 2019년      | 야쿠르트    | 142   | 641   | 520   | 102   | 141   | 35      | 5       | 35    | 291   | 98    | 33    | 3        | 0        | 5        | 110   | 7    | 6     | 121   | 14       | .271  | .401     | .560     | .961  |
| 2020년      | 야쿠르트    | 94    | 384   | 334   | 52    | 85    | 17      | 1       | 12    | 140   | 52    | 8     | 4        | 0        | 2        | 48    | 3    | 0     | 83    | 6        | .254  | .346     | .419     | .766  |
| 2021년      | 야쿠르트    | 137   | 581   | 493   | 84    | 134   | 18      | 0       | 34    | 254   | 101   | 4     | 3        | 0        | 7        | 76    | 0    | 5     | 100   | 10       | .272  | .370     | .515     | .885  |
| 2022년      | 야쿠르트    | 130   | 540   | 469   | 69    | 114   | 31      | 0       | 23    | 214   | 65    | 10    | 2        | 0        | 5        | 60    | 1    | 6     | 140   | 7        | .243  | .333     | .456     | .790  |
| 2023년      | 야쿠르트    | 105   | 422   | 376   | 43    | 87    | 21      | 3       | 14    | 156   | 40    | 4     | 0        | 0        | 4        | 39    | 0    | 3     | 102   | 8        | .231  | .306     | .415     | .721  |
| 통산 : 12년 | 통산 : 12년 | 1430  | 6195  | 5270  | 941   | 1488  | 296     | 22      | 285   | 2683  | 841   | 194   | 33       | 5        | 42       | 826   | 22   | 52    | 1152  | 111      | .282  | .382     | .509     | .891  |

- 2023년 시즌 종료 기준
- 굵은 글씨는 시즌 최고 성적.

### 연도별 타격 성적 소속 리그내에서의 순위
| 연 도 | 연 령 | 리 그       | 타 율 | 안 타 | 2 루 타 | 3 루 타 | 홈 런 | 타 점 | 도 루 | 출 루 율 |
| ----- | ----- | ----------- | ----- | ----- | ------- | ------- | ----- | ----- | ----- | -------- |
| 2012  | 20    | 센트럴 리그 | -     | -     | -       | -       | -     | -     | -     | -        |
| 2013  | 21    | 센트럴 리그 | -     | -     | -       | -       | -     | -     | -     | -        |
| 2014  | 22    | 센트럴 리그 | 3위   | 1위   | 1위     | -       | 3위   | 4위   | 10위  | 3위      |
| 2015  | 23    | 센트럴 리그 | 2위   | 2위   | 1위     | -       | 1위   | 2위   | 1위   | 1위      |
| 2016  | 24    | 센트럴 리그 | 6위   | -     | 8위     | 10위    | 2위   | 2위   | 1위   | 3위      |
| 2017  | 25    | 센트럴 리그 | -     | -     | -       | -       | 7위   | 8위   | 9위   | -        |
| 2018  | 26    | 센트럴 리그 | 10위  | 4위   | 6위     | 9위     | 5위   | 7위   | 1위   | 3위      |
| 2019  | 27    | 센트럴 리그 | -     | -     | 3위     | 2위     | 4위   | 2위   | 2위   | 3위      |
| 2020  | 28    | 센트럴 리그 | -     | -     | -       | -       | -     | -     | -     | -        |
| 2021  | 29    | 센트럴 리그 | -     | -     | -       | -       | 4위   | 3위   | -     | 5위      |
| 2022  | 30    | 센트럴 리그 | -     | -     | 4위     | -       | 7위   | -     | -     | -        |
| 2023  | 31    | 센트럴 리그 | -     | -     | -       | 9위     | -     | -     | -     | -        |

- ‘-’는 10위 미만(타율, OPS는 규정 타석에 도달하지 않은 경우에도 ‘-’로 표기)

### WBSC 프리미어 12에서의 타격 성적
| 연 도 | 대 표 | 경 기 | 타 석 | 타 수 | 득 점 | 안 타 | 2 루 타 | 3 루 타 | 홈 런 | 루 타 | 타 점 | 도 루 | 도 루 자 | 희 생 번 | 희 생 플 | 볼 넷 | 고 4 | 몸 맞 | 삼 진 | 병 살 타 | 타 율 | 출 루 율 | 장 타 율 | O P S |
| ----- | ----- | ----- | ----- | ----- | ----- | ----- | ------- | ------- | ----- | ----- | ----- | ----- | -------- | -------- | -------- | ----- | ---- | ----- | ----- | -------- | ----- | -------- | -------- | ----- |
| 2015  | 일본  | 8     | 38    | 26    | 10    | 8     | 3       | 0       | 2     | 17    | 4     | 1     | 1        | 0        | 0        | 11    | 2    | 1     | 4     | 0        | .308  | .526     | .654     | 1.180 |
| 2019  | 일본  | 8     | 27    | 20    | 4     | 4     | 2       | 0       | 1     | 9     | 6     | 0     | 0        | 1        | 0        | 6     | 0    | 0     | 4     | 0        | .200  | .385     | .450     | .835  |

- 굵은 글씨는 대회 최고 성적

### WBC에서의 타격 성적
| 연 도 | 대 표 | 경 기 | 타 석 | 타 수 | 득 점 | 안 타 | 2 루 타 | 3 루 타 | 홈 런 | 루 타 | 타 점 | 도 루 | 도 루 자 | 희 생 번 | 희 생 플 | 볼 넷 | 고 4 | 몸 맞 | 삼 진 | 병 살 타 | 타 율 | 출 루 율 | 장 타 율 | O P S |
| ----- | ----- | ----- | ----- | ----- | ----- | ----- | ------- | ------- | ----- | ----- | ----- | ----- | -------- | -------- | -------- | ----- | ---- | ----- | ----- | -------- | ----- | -------- | -------- | ----- |
| 2017  | 일본  | 7     | 34    | 27    | 4     | 8     | 2       | 0       | 2     | 16    | 5     | 3     | 0        | 1        | 1        | 5     | 2    | 1     | 4     | 1        | .296  | .412     | .593     | 1.004 |
| 2023  | 일본  | 6     | 20    | 15    | 1     | 4     | 0       | 0       | 0     | 4     | 2     | 3     | 0        | 0        | 0        | 5     | 0    | 0     | 5     | 0        | .267  | .450     | .267     | .717  |

### 올림픽에서의 타격 성적
| 연 도 | 대 표 | 경 기 | 타 석 | 타 수 | 득 점 | 안 타 | 2 루 타 | 3 루 타 | 홈 런 | 루 타 | 타 점 | 도 루 | 도 루 자 | 희 생 번 | 희 생 플 | 볼 넷 | 고 4 | 몸 맞 | 삼 진 | 병 살 타 | 타 율 | 출 루 율 | 장 타 율 | O P S |
| ----- | ----- | ----- | ----- | ----- | ----- | ----- | ------- | ------- | ----- | ----- | ----- | ----- | -------- | -------- | -------- | ----- | ---- | ----- | ----- | -------- | ----- | -------- | -------- | ----- |
| 2020  | 일본  | 5     | 24    | 20    | 3     | 7     | 2       | 0       | 1     | 12    | 7     | 3     | 0        | 1        | 0        | 3     | 0    | 0     | 5     | 0        | .350  | .435     | .600     | 1.035 |

### 연도별 수비 성적
| 연도 | 소속     | 2루   | 2루   | 2루   | 2루   | 2루   | 2루      | 유격  | 유격  | 유격  | 유격  | 유격  | 유격     |
| 연도 | 소속     | 경 기 | 척 살 | 보 살 | 실 책 | 병 살 | 수 비 율 | 경 기 | 척 살 | 보 살 | 실 책 | 병 살 | 수 비 율 |
| ---- | -------- | ----- | ----- | ----- | ----- | ----- | -------- | ----- | ----- | ----- | ----- | ----- | -------- |
| 2012 | 야쿠르트 | -     | -     | -     | -     | -     | -        | 17    | 13    | 34    | 3     | 6     | .940     |
| 2013 | 야쿠르트 | 91    | 198   | 258   | 9     | 50    | .981     | 1     | 1     | 1     | 2     | 0     | .500     |
| 2014 | 야쿠르트 | 143   | 368   | 445   | 13    | 105   | .984     | -     | -     | -     | -     | -     | -        |
| 2015 | 야쿠르트 | 143   | 337   | 472   | 9     | 103   | .989     | -     | -     | -     | -     | -     | -        |
| 2016 | 야쿠르트 | 133   | 304   | 417   | 5     | 70    | .993     | -     | -     | -     | -     | -     | -        |
| 2017 | 야쿠르트 | 143   | 301   | 442   | 9     | 78    | .988     | -     | -     | -     | -     | -     | -        |
| 2018 | 야쿠르트 | 138   | 319   | 457   | 13    | 92    | .984     | -     | -     | -     | -     | -     | -        |
| 2019 | 야쿠르트 | 142   | 297   | 417   | 8     | 84    | .989     | -     | -     | -     | -     | -     | -        |
| 2020 | 야쿠르트 | 88    | 170   | 260   | 4     | 63    | .991     | -     | -     | -     | -     | -     | -        |
| 2021 | 야쿠르트 | 136   | 221   | 373   | 5     | 83    | .992     | -     | -     | -     | -     | -     | -        |
| 2022 | 야쿠르트 | 120   | 265   | 379   | 3     | 87    | .995     | -     | -     | -     | -     | -     | -        |
| 2023 | 야쿠르트 | 100   | 191   | 277   | 6     | 56    | .987     | -     | -     | -     | -     | -     | -        |
| 통산 | 통산     | 1377  | 2971  | 4197  | 84    | 871   | .988     | 18    | 14    | 35    | 5     | 6     | .907     |

- 2023년 시즌 종료 기준.
- 굵은 글씨는 시즌 최고 성적.

### 내용주
1. ↑  구단에서는 1957년의 사토 다카오(고쿠테쓰) 이래가 되는 58년 만의 일본인 타자 홈런왕이며 야쿠르트 구단으로서는 사상 최초이다. 시즌 38홈런에서의 일본인 타자 홈런왕은 구단 신기록이다. 동시에 이케야마 다카히로가 기록한 일본인 우타자 시즌 홈런(34홈런) 구단 기록도 26년 만에 경신했다.
2. ↑  경기를 아우르는 기록도 포함하면 일본 시리즈 3타석 연속 홈런은 1970년에 나가시마 시게오(요미우리) 이래 45년 만에 두 번째이다.[38]
3. ↑  전자는 헤이세이 시대에서 마지막으로 기록했고, 후자는 레이와 시대 처음으로 3타자 연속 홈런이 됐다.[76]
4. ↑  소위 말하면 ‘사라진 홈런’이다. 또한 이에 따라 2루 주자인 마쓰다 노부히로가 홈을 밟는 것이 인정되면서 일본에 1득점이 추가됐다.[139]

### 참조주
1. ↑  “ヤクルト - 契約更改 - プロ野球”. 닛칸 스포츠. 2023년 12월 2일에 확인함.
2. ↑  “ヤクルト山田哲人が残留決断　７年の超大型契約濃厚”. 닛칸 스포츠. 2020년 11월 19일. 2020년 12월 19일에 확인함.
3. ↑  晶一, 長谷川 (2018년 12월 22일). “若松、池山、岩村、青木、山田……スワローズ歴代“背番号1”を巡る物語”. 《文春オンライン》. 2021년 12월 25일에 확인함.
4. ↑  “侍ジャパン・山田哲人、空手やサッカーも…華奢だけど運動神経抜群だった少年時代”. 《Smart FLASH》 (일본어). 2021년 7월 21일. 2021년 12월 25일에 확인함.
5. ↑  “やる気スイッチオン。山田哲人は高２でドラフト中継を見て別人になった”. 《web Sportiva》 (일본어). 2020년 1월 16일. 2021년 7월 16일에 확인함.
6. ↑  “独自の練習、息子のため転居も…ヤクルト・山田哲人を育てた父は警察官”. 산케이 뉴스. 2015년 10월 21일. 2021년 8월 11일에 확인함.
7. ↑  “「はずれはずれ1位」から首位打者を狙え！ ヤクルト・山田哲人”. 《BASEBALL KING》 (일본어). 2014년 6월 30일. 2022년 3월 19일에 확인함.
8. ↑  “山田哲人がドラ１指名を確実にする一発。歳内宏明から超技ありの一打だった”. 《web Sportiva》 (일본어). 2020년 6월 11일. 2021년 7월 16일에 확인함.
9. ↑  “ヤクルトのドラフト秘話。八重樫幸雄が語る、いろいろ誤算があった選手たち”. 《web Sportiva》 (일본어). 2020년 4월 23일. 2021년 7월 16일에 확인함.
10. ↑  “ドラ１の山田仮契約　青木の背番号で新人王「意識」”. 스포니치 Sponichi Annex. 2010년 11월 26일. 2018년 7월 30일에 확인함.
11. ↑  기쿠타 야스히코 (2020년 11월 23일). “入団前からの「ヤクルト愛」も？ 山田哲人残留の“決め手”は何だったのか【燕軍戦記】 〈dot.〉”. 《AERA dot. (아에라돗)》 (일본어). 2021년 7월 3일에 확인함.
12. ↑  修哉, 遠藤 (2020년 5월 9일). “山田哲人、宮本慎也、つば九郎……「週刊SPA!」はヤクルトをどう報じてきたか”. 《文春オンライン》. 2021년 12월 20일에 확인함.
13. ↑  “【現役スター名場面５選：山田哲人】応援歌・“新たな時代”を自ら体現し、プロ１年目から数々の記録を作り上げる天才打者”. THE DIGEST. 2020년 5월 23일. 2021년 11월 3일에 확인함.
14. ↑  “高卒新人野手初のCS先発 山田4タコも守備バッチリ”. 스포니치 Sponichi Annex. 2011년 11월 4일. 2011년 11월 5일에 확인함.
15. ↑  “ヤクルトルーキー山田プロ初安打／ＣＳ - プロ野球ニュース”. 《닛칸 스포츠》 (일본어). 2011년 11월 6일. 2021년 12월 20일에 확인함.
16. ↑  ４年目の覚醒。山田哲人が「ヤクルトの至宝」になるまで - web Sportiva, 2014년 7월 29일
17. ↑  《슈칸 베이스볼》, 2014년 10월 6일자, p.97
18. ↑  “山田　球宴初アーチで敢闘賞「知名度上げるのが目標だった」”. 스포니치 Sponichi Annex. 2014년 7월 20일. 2015년 1월 8일에 확인함.
19. ↑  “ヤクルト・山田「まさか獲れるとは…」　初の月間ＭＶＰ受賞”. 스포니치 Sponichi Annex. 2014년 9월 5일. 2015년 1월 8일에 확인함.
20. ↑  山田　逆転満塁弾で６４年ぶり記録更新「どうしてでしょうね…わからないです」 - 스포츠 닛폰, 2014년 10월 6일
21. ↑  “山田哲人と杉村コーチの師弟コンビが目指す「とんでもない目標」”. 《web Sportiva》 (일본어). 2016년 2월 15일. 2022년 10월 10일에 확인함.
22. ↑  “データで見る！最もチームに貢献した打者とは…”. 슈칸 베이스볼 ONLINE. 2015년 1월 23일. 2015년 1월 28일에 확인함.
23. ↑  2014年10月9日 侍ジャパン｢2014 SUZUKI 日米野球｣出場選手発表！ - 사무라이 재팬 공식 홈페이지, 2014년 10월 9일
24. ↑  “山田　侍定着誓う「選ばれ続ける選手に」最終戦は一番で先発”. 스포니치 Sponichi Annex. 2014년 11월 21일. 2015년 1월 8일에 확인함.
25. ↑  欧州代表戦、侍ジャパン出場選手発表！6選手が小久保体制下で初招集 - 사무라이 재팬 공식 홈페이지, 2015년 2월 16일
26. ↑  ひかりTV 4K GLOBAL BASEBALL MATCH 2015 侍ジャパン 対 欧州代表 第1戦 2015年3月10日（火） 東京ドーム　打席結果・投打成績 - 사무라이 재팬 공식 홈페이지, 2015년 3월 10일
27. ↑  ひかりTV 4K GLOBAL BASEBALL MATCH 2015 侍ジャパン 対 欧州代表 第2戦 2015年3月11日（水） 東京ドーム　打席結果・投打成績 - 사무라이 재팬 공식 홈페이지, 2015년 3월 11일
28. ↑  “トリプルスリー確実！ヤクルト・山田の快挙を生んだ２人の師匠”. 《東スポWeb》 (일본어). 2015년 9월 8일. 2021년 8월 14일에 확인함.
29. ↑  “ヤクルト・山田哲人が４打数連続本塁打”. 《데일리 스포츠 online》. 2015년 8월 22일. 2015년 8월 22일에 확인함.
30. ↑  “ヤクルト山田、自身初30号到達「ひとつの通過点」”. 《닛칸 스포츠》. 2015년 8월 22일. 2015년 10월 5일에 확인함.
31. ↑  ““トリプルスリー”見えた！燕・山田が３０個目の盗塁決める”. 《산케이 스포츠》. 2015년 9월 6일. 2015년 9월 6일에 확인함.
32. 1 2  “山田哲人、史上9人目のトリプルスリー！　100打点同時達成は65年ぶり3人目”. Full-Count. 2015년 10월 4일. 2015년 10월 4일에 확인함.
33. ↑  セリーグ最年少「トリプルスリー」ヤクルト山田哲人！球団から30歳まで結婚NG指令 - J-CAST 테레비 워치, 2021년 8월 29일 확인
34. ↑  “ヤクルト・山田、史上３人目の３カ月連続月間ＭＶＰ受賞！”. 《サンスポ》 (일본어). 2015년 10월 7일. 2021년 8월 18일에 확인함.
35. ↑  “9月の月間MVPが発表！優勝のヤクルトが今季2度目のW受賞、山田は3カ月連続”. BASEBALL KING. 2015년 9월 6일. 2021년 4월 2일에 확인함.
36. ↑  山田哲人トリプルスリー！史上初の本塁打＆盗塁王も - 닛칸 스포츠, 2015년 10월 4일
37. ↑  보관됨 2015-11-23 - 웨이백 머신 보관됨 2015-11-23 - 웨이백 머신 보관됨 2015-11-23 - 웨이백 머신 보관됨 2015-11-23 - 웨이백 머신 보관됨 2015-11-23 - 웨이백 머신 보관됨 2015-11-23 - 웨이백 머신 보관됨 2015-11-23 - 웨이백 머신 ヤクルト・山田、トリプルスリー達成　盗塁王獲得は史上初 보관됨 2015-11-23 - 웨이백 머신 - 산케이 스포츠, 2015년 10월 4일
38. ↑  山田がシリーズ史上２人目の３打席連発 - 데일리 스포츠, 2015년 10월 27일
39. ↑  “ヤクルト山田敢闘賞も「1日だけ打っても意味ない」”. 닛칸 스포츠. 2015년 10월 29일. 2021년 4월 2일에 확인함.
40. ↑  “セ・パＭＶＰは山田＆柳田！トリプルスリーコンビが初受賞”. 《스포니치 Sponichi Annex》. 2015년 11월 25일. 2015년 11월 26일에 확인함.
41. ↑  山田　悔し敢闘賞…２戦連続４の０「１試合だけ打っても意味ない」 - 스포츠 닛폰, 2015년 10월 29일
42. ↑  契約更改について - 도쿄 야쿠르트 스왈로스 공식 홈페이지, 2015년 12월 8일
43. ↑  ‘ヤクルト山田　２億２０００万円で更改「気持ちよくサインした」’ - 스포츠 닛폰, 2015년 12월 8일
44. ↑  “ヤクルト山田2・2億円！イチ、松井秀に続く高卒6年目最速突破”. 스포츠 닛폰. 2015년 12월 9일. 2021년 4월 2일에 확인함.
45. ↑  3月開催の侍ジャパン強化試合、出場26選手発表！ - 사무라이 재팬 공식 홈페이지, 2016년 2월 15일
46. ↑  “6月度の月間MVPが発表　ロッテ・田村が球団捕手24年ぶりの受賞！”. BASEBALL KING. 2016년 7월 6일. 2021년 4월 2일에 확인함.
47. ↑  ヤク山田　背中にズドン…３四死球「人生初の息苦しさを感じた」 - 스포츠 닛폰, 2016년 7월 31일
48. ↑  ヤクルト山田が登録抹消 肋骨骨挫傷で全治期間未定 - 닛칸 스포츠, 2016년 8월 10일
49. ↑  ヤクルト・山田、また背部に死球受ける　苦悶の表情で打席に倒れこむ - 산케이 스포츠, 2016년 9월 11일
50. ↑  ヤクルト山田、2年連続「トリプル3」記録 - 니혼케이자이 신문, 2016년 10월 1일
51. ↑  11月に東京ドームで開催する侍ジャパン強化試合に出場する選手28名が決定 - 사무라이 재팬 공식 홈페이지, 2016년 10월 18일
52. 1 2  《슈칸 베이스볼》, 2018년 10월 1일자, p.27
53. ↑  “【球界ここだけの話（１１１８）】不振だったヤクルト・山田が今季から頼んだ出前の焼き魚定食”. 《산케이 스포츠》 (일본어). 2017년 12월 13일. 2021년 8월 14일에 확인함.
54. ↑  “山田哲人、８年目の雪辱。もう「感覚だけのバッティング」はしない”. 《web Sportiva》 (일본어). 2018년 3월 1일. 2021년 12월 25일에 확인함.
55. ↑  “【絆トーク】初の減俸も晴れやかだった燕・山田の表情”. 《SANSPO.COM》. 2017년 12월 26일. 2018년 1월 4일에 확인함.
56. ↑  “ヤクルト・山田の涙…３年連続「トリプル３」ならず : 深読み”. 《요미우리 신문 온라인》 (일본어). 2017년 10월 11일. 2021년 12월 25일에 확인함.
57. ↑  “ヤクルト・山田、２０１８年の誓い！３度目のトリプルスリーで３年ぶりＶだ”. 《산케이 스포츠》 (일본어). 2018년 1월 1일. 2021년 12월 25일에 확인함.
58. ↑  “ヤクルト山田哲人３度目トリプル３へ バットに金色”. 《닛칸 스포츠》 (일본어). 2018년 1월 12일. 2021년 12월 25일에 확인함.
59. ↑  “ヤクルト山田哲人２０１８年“１号弾” 昨季大不振…復活へ確かな一歩”. 《데일리 스포츠 online》 (일본어). 2018년 2월 11일. 2021년 12월 25일에 확인함.
60. ↑  “ヤクルト山田哲「凄くいい時の自分」ＯＰ戦４号 スロースターター返上”. 《스포니치 Sponichi Annex》 (일본어). 2018년 3월 24일. 2021년 12월 25일에 확인함.
61. ↑  “ヤクルト山田哲人５年連続２桁弾 スイングに好感触”. 《닛칸 스포츠》 (일본어). 2018년 5월 11일. 2021년 12월 25일에 확인함.
62. ↑  “殿馬推し山田哲人「ドカベン」ばりプロ初サヨナラ弾”. 《닛칸 스포츠》 (일본어). 2018년 6월 29일. 2021년 12월 25일에 확인함.
63. ↑  “【ヤクルト】山田哲人が初のサヨナラ打!3ランに「野球やっててよかった」”. 스포츠 호치. 2018년 6월 28일. 2021년 5월 9일에 확인함.
64. ↑  “史上66人目!ヤクルト山田哲人がサイクル安打達成”. 닛칸 스포츠. 2018년 7월 9일. 2021년 5월 9일에 확인함.
65. ↑  “ヤクルト山田哲トドメ弾で１１戦連続打点 Ｍ灯＆自力Ｖ消滅阻止”. 《스포니치 Sponichi Annex》 (일본어). 2018년 8월 3일. 2021년 12월 25일에 확인함.
66. ↑  “ヤクルト山田哲人「１つ出なかった」連続打点止まる”. 《닛칸 스포츠》 (일본어). 2018년 8월 6일. 2019년 1월 23일에 확인함.
67. ↑  “２度の得点圏生かせず…ヤクルト山田哲 連続試合打点１２で止まる”. 《스포니치 Sponichi Annex》 (일본어). 2018년 8월 5일. 2021년 12월 25일에 확인함.
68. ↑  “ヤクルト・山田哲、３０盗塁に到達！トリプルスリー条件満たす”. SANSPO.COM. 2018년 8월 31일. 2018년 9월 24일에 원본 문서에서 보존된 문서. 2018년 9월 25일에 확인함.
69. ↑  “ヤクルト山田哲 打って走って逆転Ｇ討ち！珍し自画自賛「必死こいていい仕事」”. 《스포니치 Sponichi Annex》 (일본어). 2018년 7월 27일. 2021년 12월 25일에 확인함.
70. ↑  “ヤクルト山田哲人、自ら誕生日を祝う“ラッキー”打”. 《닛칸 스포츠》 (일본어). 2018년 7월 16일. 2021년 12월 25일에 확인함.
71. ↑  “ヤクルト山田哲、史上初３度目のトリプルスリー”. 《아사히 신문 디지털》. 2018년 10월 9일. 2018년 10월 14일에 원본 문서에서 보존된 문서. 2018년 10월 14일에 확인함.
72. ↑  “2018スワローズはココが違う！「再起」の物語はいよいよ最終章へ | 野球コラム”. 《슈칸 베이스볼 ONLINE》 (일본어). 2018년 9월 24일. 2021년 12월 25일에 확인함.
73. ↑  “ヤクルト・山田哲、得票率１位の座奪回！２年ぶり４度目ベストナイン”. 《산케이 스포츠》 (일본어). 2018년 11월 27일. 2021년 12월 25일에 확인함.
74. ↑  “ヤクルト　６年ぶり14度目３連発　前回は番長から”. 닛칸 스포츠. 2019년 4월 26일. 2021년 5월 9일에 확인함.
75. ↑  “ヤクルト　1イニング3者連発でも黒星は20年ぶり　逆転負けで泥沼11連敗”. 스포츠 닛폰. 2019년 5월 26일. 2021년 5월 9일에 확인함.
76. ↑  “ヤクルト青木、山田、バレンティンが「令和初」の3者連続ホームラン”. SPORTING NEWS. 2019년 5월 26일. 2021년 5월 9일에 확인함.
77. ↑  “山田哲人サヨナラ満塁弾200号「自分が決めると」” (일본어). 日刊スポーツ. 2019년 8월 17일. 2019년 9월 4일에 확인함.
78. ↑  “プロ10年で69倍超5億到達／山田哲人の年俸推移”. 닛칸 스포츠. 2019년 12월 24일. 2021년 5월 9일에 확인함.
79. ↑  “山田哲人が４年連続満塁弾、ラミレスら球団記録並ぶ”. 《닛칸 스포츠》 (닛칸 스포츠 신문사). 2020년 6월 28일. 2023년 11월 17일에 확인함.
80. ↑  “ヤクルト・山田哲、６号満塁弾　４試合ぶりの一発”. 《산케이 스포츠》 (산케이 신문사). 2020년 8월 30일. 2023년 11월 17일에 확인함.
81. ↑  “ヤクルトが25年ぶりプロ野球タイ記録達成！浜田の初回先頭打者弾から青木、山田哲と3者連続アーチ”. 《스포니치 Sponichi Annex》 (일본어). 2020년 9월 20일. 2021년 8월 9일에 확인함.
82. ↑  “ヤクルト初回先頭から3者連続ホームラン！ 浜田2号、青木15号、山田哲がトドメの10号”. 《Full-Count》 (일본어). 2020년 9월 20일. 2021년 8월 9일에 확인함.
83. ↑  “ヤクルト初の一回先頭から３連発！浜田＆青木＆山田哲弾で２５年ぶりプロ野球タイ記録”. 《산케이 스포츠》 (일본어). 2020년 9월 21일. 2021년 8월 9일에 확인함.
84. ↑  “【ヤクルト】山田哲人が国内ＦＡ権の節目に感謝「ヤクルトにドラフトされて本当によかった」”. 《스포츠 호치》 (일본어). 2020년 9월 3일. 2022년 3월 19일에 확인함.
85. ↑  “ヤクルト・山田哲人、国内ＦＡ権行使に前向き 巨人に楽天、ソフトバンクが候補 年俸９億円の複数年用意の球団も”. 《zakzak》 (일본어). 2020년 11월 11일. 2021년 7월 3일에 확인함.
86. ↑  “移籍か残留か、注目される今オフ FA権取得のヤクルト・山田哲人”. 《47NEWS》 (일본어). 2020년 9월 22일. 2021년 7월 3일에 확인함.
87. ↑  “巨人がもしもFAで山田哲人を獲ったら・・・理想オーダーを組んでみた”. 《web Sportiva》 (일본어). 2020년 11월 4일. 2021년 7월 3일에 확인함.
88. ↑  “山田哲、年俸5億円でサイン 「居場所はヤクルト」―プロ野球”. 지지 닷컴. 2020년 12월 4일. 2021년 5월 9일에 원본 문서에서 보존된 문서. 2021년 5월 9일에 확인함.
89. ↑  “燕・山田哲人は7年総額40億円、DeNA大和は1億円…各球団4日の主な契約更改は？”. Full-Count. 2020년 12월 4일. 2021년 5월 9일에 확인함.
90. ↑  “ヤクルト山田哲人が残留決断 ７年の超大型契約濃厚”. 《닛칸 스포츠》 (일본어). 2020년 11월 18일. 2021년 7월 3일에 확인함.
91. ↑  “山田哲人がヤクルト残留 7年総額35億円プラス出来高払い”. 《마이니치 신문》 (일본어). 2020년 11월 19일. 2021년 7월 17일에 확인함.
92. ↑  “ヤクルトの山田哲人がFA宣言せずに7年契約で残留”. 《TOKYO HEADLINE》 (일본어). 2020년 12월 11일. 2021년 7월 17일에 확인함.
93. ↑  “【ヤクルト】山田哲人が残留で来季主将「パで挑戦したい気持ちも正直あった。球団の誠意、愛を感じた」”. 《스포츠 호치》 (일본어). 2020년 12월 5일. 2021년 7월 3일에 확인함.
94. ↑  “「準備が整っていないように見える」燕の巻き返しに欠かせない山田哲人の復活”. 《Full-Count》 (일본어). 2021년 3월 28일. 2021년 7월 3일에 확인함.
95. ↑  “ヤクルト・山田、２打席連発弾「後ろにつなぐ気持ちだった」”. 《산케이 스포츠》 (일본어). 2021년 7월 4일. 2021년 7월 3일에 확인함.
96. ↑  “ヤクルト・山田＆村上＆青木、「負けたら切る」高橋光を“散髪”ＫＯ”. 《산케이 스포츠》 (일본어). 2021년 7월 4일. 2021년 7월 3일에 확인함.
97. ↑  “豪快な2戦連発は打棒完全復活？ 不安の声が途絶えない山田哲人のバッティング本領発揮か”. 《リアルライブ》 (일본어). 2021년 6월 12일. 2021년 7월 3일에 확인함.
98. ↑  “ヤクルト山田哲人２試合連発の１４号ソロ｜日テレNEWS24”. 《日テレNEWS24》 (일본어). 2021년 6월 10일. 2021년 7월 3일에 확인함.
99. ↑  “【ヤクルト】山田哲人が２戦ぶり２２号ソロ「終盤のいいところで打つことができてよかった」”. 《스포츠 호치》 (일본어). 2021년 7월 3일. 2021년 7월 3일에 확인함.
100. ↑  “【球宴】ヤクルト・山田哲人にサプライズ…記念撮影で誕生日ケーキ登場 この日２９歳の誕生日”. 《스포츠 호치》 (일본어). 2021년 7월 16일. 2021년 7월 16일에 확인함.
101. ↑  “【カメラマン日記】試合前にサプライズ 山田哲人選手、２９歳の誕生日に”. 《산케이 뉴스》 (일본어). 2021년 7월 16일. 2021년 7월 16일에 확인함.
102. ↑  “首位ヤクルト 山田が３０号満塁本塁打！中日から大量リード”. 《데일리 스포츠 online》 (일본어). 2021년 9월 26일. 2021년 9월 27일에 확인함.
103. ↑  “【ヤクルト】山田哲人が３０号満塁本塁打 ５度目の３０発”. 《스포츠 호치》 (일본어). 2021년 9월 26일. 2021년 9월 27일에 확인함.
104. ↑  “ヤクルト 山田が２発７打点の大暴れ ３０号満塁弾、３１号２ランも飛び出した”. 《데일리 스포츠 online》 (일본어). 2021년 9월 26일. 2021년 9월 27일에 확인함.
105. ↑  “ヤクルト・山田2発7打点 5度目30本塁打で池山に並ぶも「ある人物にすぐ抜かれると思う」”. 《스포니치 Sponichi Annex》 (일본어). 2021년 9월 26일. 2021년 9월 27일에 확인함.
106. ↑  “ヤクルトが２年連続最下位からのリーグ制覇。サクセスストーリーを完結させた「４つのシンカ」”. 《web Sportiva》 (일본어). 2021년 10월 26일. 2021년 11월 4일에 확인함.
107. ↑  “【ヤクルト・山田哲人独占手記】絵馬に込めた「導」 新主将の決意、“甘え”からの脱却”. 《스포니치 Sponichi Annex》 (일본어). 2021년 11월 28일. 2021년 12월 1일에 확인함.
108. ↑  “ヤクルト森岡良介コーチが明かす“山田哲人＆村上宗隆”守備力UPの秘策とは〈メンタルに“表情改革”の効果あり!?〉（佐藤春佳）”. 《Number Web》 (일본어). 2021년 11월 28일. 2021년 11월 4일에 확인함.
109. ↑  “泣けた鳥肌立ったヤクルト山田哲人3ラン空砲も…大杉、池山に並ぶ球団最多タイ日本シリーズ4号”. 《스포니치 Sponichi Annex》 (일본어). 2021년 11월 25일. 2021년 12월 1일에 확인함.
110. ↑  “【燕のキャプテン山田の闘い（1）】「キャプテンになって良かった」ヤクルトを日本のテッペンに導いた”. 산케이 스포츠. 2021년 11월 29일. 2021년 12월 9일에 확인함.
111. ↑  “ヤクルト山田哲人来季は「トリプルスリー＆Gグラブ」7年契約の2年目現状維持の年俸5億円プラス出来高”. 《스포니치 Sponichi Annex》 (일본어). 2021년 12월 8일. 2021년 12월 25일에 확인함.
112. ↑  赤尾裕希 (2022년 3월 11일). “ヤクルト・山田哲人、開幕へ意気込み「状態をマックスに」 ４度目トリプルスリーへ「今年はどんどん走る」”. 《산케이 스포츠》 (일본어). 2022년 3월 28일에 확인함.
113. ↑  “【阪神】藤浪晋太郎、初回ヤクルトに先取点許す 山田哲人への死球ヒヤリ”. 《스포츠 호치》 (일본어). 2022년 3월 25일. 2022년 3월 28일에 확인함.
114. ↑  赤尾裕希 (2022년 3월 26일). “ヤクルト、開幕史上最大７点差逆転！山田哲人が同点弾、サンタナＶ弾”. 《산케이 스포츠》 (일본어). 2022년 3월 28일에 확인함.
115. ↑  “【ヤクルト】高津監督、試合前に「君らはできる男」終盤７点差大逆転…山田哲人「誰一人諦めていなかった」”. 《스포츠 호치》 (일본어). 2022년 3월 26일. 2022년 3월 28일에 확인함.
116. ↑  “【ヤクルト】山田哲人が2試合連続の先制本塁打 左翼席に11号ソロ”. 《주니치 스포츠·도쿄 주니치 스포츠》 (일본어). 2022년 6월 1일. 2022년 6월 11일에 확인함.
117. ↑  “【ヤクルト】山田哲人13号ソロ「甘い球は迷わず思い切って」７戦ぶり１発、終盤に貴重な追加点”. 《닛칸 스포츠》 (일본어). 2022년 6월 10일. 2022년 6월 11일에 확인함.
118. ↑  “ヤクルトが交流戦優勝 4年ぶり2度目 プロ野球”. 《마이니치 신문》 (일본어). 2022년 6월 11일에 확인함.
119. ↑  晶一, 長谷川. “リーグ優勝の瞬間、6連敗の試合後…ヤクルト・山田哲人の“涙”の意味”. 《文春オンライン》. 2022년 10월 4일에 확인함.
120. ↑  “ヤクルト・山田、村上の胸で涙「みんなに感謝したい」”. 《산케이 스포츠》 (일본어). 2022년 9월 26일. 2022년 10월 4일에 확인함.
121. ↑  “ヤクルト・山田哲人、１軍復帰即スタメン　チーム一番乗りで球場入り”. 《산케이 스포츠》. 산업경제신문사. 2023년 4월 28일. 2023년 5월 4일에 확인함.
122. ↑  “【ヤクルト】山田哲人が一軍復帰　零封負けも手応え「みんな勝ちたい思いを持っている」”. 《東スポWeb》. 東京スポーツ. 2023년 4월 28일. 2023년 5월 6일에 확인함.
123. ↑  “ヤクルト・山田哲人、池山＆バレに次いで３人目！神宮通算１５０号本塁打　２戦連発６号２ランも５連敗”. 《산케이 스포츠》. 산업경제신문사. 2023년 5월 24일. 2023년 11월 17일에 확인함.
124. ↑  “ヤクルト　村上が今季初めてスタメン外れる　前日守備で左膝強打　山田が4年ぶり4番”. 《スポニチ Sponichi Annex》. スポーツニッポン新聞社. 2023년 7월 1일. 2023년 11월 17일에 확인함.
125. ↑  “【ヤクルト】山田哲人が２度目の抹消、２日全力疾走した際に右足を気にするそぶり　４月に続き”. 《닛칸 스포츠》. 닛칸 스포츠 신문사. 2023년 7월 3일. 2023년 11월 17일에 확인함.
126. ↑  “【ヤクルト】山田哲人、１軍復帰戦は無安打も好守で貢献「バットは振れている。明日は打ちたい」”. 《닛칸 스포츠》 (닛칸 스포츠 신문사). 2023년 8월 1일. 2023년 11월 17일에 확인함.
127. ↑  “【ヤクルト】山田哲人10年連続２桁本塁打で球団記録に到達「１年１年勝負だと思います」”. 《닛칸 스포츠》 (닛칸 스포츠 신문사). 2023년 8월 13일. 2023년 11월 17일에 확인함.
128. ↑  “ヤクルト・山田哲人が歴代単独２位の神宮通算１５６本塁打　一回２死で左翼へ今季１４号”. 《산케이 스포츠》 (산업경제신문사). 2023년 10월 4일. 2023년 11월 17일에 확인함.
129. 1 2  “ヤクルト・山田哲人「勝ててよかったです」　サヨナラ犠飛など３打点　最終戦で最下位脱出”. 《산케이 스포츠》 (산업경제신문사). 2023년 10월 4일. 2023년 11월 17일에 확인함.
130. ↑  “ヤクルト・山田哲人、故障しない強い体づくり徹底！悔しさ胸に来季の巻き返しへ「けがをしないことが大事」”. 《산케이 스포츠》 (산업경제신문사). 2023년 11월 10일. 2023년 11월 17일에 확인함.
131. ↑  「WBSC プレミア12」侍ジャパントップチーム最終ロースター28名発表！！ - 사무라이 재팬 공식 홈페이지, 2015년 10월 9일
132. ↑  山田、先頭打者本塁打で侍ジャパン先制　ＷＢＣで日本人３人目 - 스포츠 닛폰, 2017년 3월 14일
133. ↑  “イチロー、鳥谷、山田／ＷＢＣ先頭打者本塁打メモ - ＷＢＣ”. 《닛칸 스포츠》. 2017년 3월 15일. 2017년 3월 18일에 확인함.
134. ↑  “侍山田哲人「やってやった」４年前の雪辱逆転３ラン”. 닛칸 스포츠. 2019년 11월 17일. 2020년 4월 22일에 확인함.
135. ↑  “東京オリンピック内定選手決定について”. 《사무라이 재팬 공식 홈페이지》. 2021년 6월 16일. 2021년 6월 16일에 확인함.
136. ↑  “「ヤマダが役割を担った」 侍J・山田哲人の“勝負強さ”にMLB公式など米メディアが注目”. 《Full-Count》 (일본어). 2021년 8월 6일. 2021년 9월 27일에 확인함.
137. ↑  “【侍ジャパン】悲願金メダルへ８回に貴重追加点 山田哲人、吉田正尚の安打、坂本勇人の犠打に相手失策も絡む”. 《스포츠 호치》 (일본어). 2021년 8월 7일. 2021년 8월 9일에 확인함.
138. ↑  “山田哲人７打点で大会ＭＶＰ　ベストナインに山本由伸、甲斐拓也、坂本勇人”. 닛칸 스포츠. 2021년 8월 7일. 2021년 8월 8일에 확인함.
139. ↑  えっ？何が？…山田の左翼への当たりを観客キャッチ、ビデオ判定で二塁打に - 스포츠 닛폰, 2017년 3월 7일
140. ↑  WBCキューバ戦、山田哲人の“幻のホームラン”を巡ってネット上ではデマも拡散 - 2017년 3월 8일
141. ↑  侍・山田、V打も“幻の本塁打”に…「ウェートトレして打球飛ばしたい」 - Full-count, 2017년 3월 8일
142. ↑  山田から幻弾少年へ「またグラブ持って応援に来て」 - 닛칸 스포츠, 2017년 3월 9일
143. ↑  “高木豊氏　今季の「がっかりベストナイン」を発表　未完の大砲、ハマの助っ人…期待裏切った９人選出”. 《데일리 스포츠 online》. 주식회사 데일리 스포츠. 2022년 12월 20일. 2022년 12월 21일에 확인함.
144. 1 2  “【ドラフト】注目の候補たち（2）履正社・山田哲人〜急成長でドラフト上位候補に躍り出た、Ｔ−岡田の後輩”. sportiva. 2016년 3월 2일에 원본 문서에서 보존된 문서. 2014년 4월 26일에 확인함.
145. ↑  “「自分はホームランバッターじゃない…… - 山田哲人の名言”. 《Number Web》 (일본어). 2020년 5월 14일. 2021년 8월 14일에 확인함.
146. 1 2 3 4  DELTA (2016년 6월 1일). “'スイングしない打者'山田哲人がスゴイ　際立つ「引っ張り」と「見極め」”. Full-count. 2017년 12월 30일에 확인함.
147. 1 2  시마무라 세이야 (2016년 6월 1일). “セの外国人スラッガーに聞く「なぜ山田哲人は本塁打を打てるのか？」”. 《슈에이샤》. web Sportiva. 2017년 12월 30일에 확인함.
148. 1 2  伊藤昇 (2018년 12월 14일). “【科学特捜隊】ヤクルト・山田哲、来季大チャンス！40本塁打40盗塁”. 《SANKEI DIGITAL Inc.》. SANSPO.COM. 2019년 4월 26일에 확인함.
149. ↑  “山崎武司氏が見る燕・山田の本当の凄さ HR打者との「決定的な違い」とは” (일본어). Full-Count. 2016년 8월 31일. 2021년 7월 23일에 확인함.
150. ↑  “ヤクルト・山田哲、延長十回Ｖ犠飛！「粘り強い野球、これがスワローズ」”. 《산케이 스포츠》 (일본어). 2020년 9월 3일. 2021년 8월 9일에 확인함.
151. ↑  “山田 哲人 プロ野球選手データ - プロフィール、成績、ヒートマップ、選手分類”. 《Baseball LAB［ベースボールラボ］プロ野球×データ》 (일본어). 2021년 7월 22일에 확인함.
152. ↑  “山田 哲人 プロ野球選手データ - プロフィール、成績、ヒートマップ、選手分類”. 《Baseball LAB［ベースボールラボ］プロ野球×データ》 (일본어). 2021년 7월 22일에 확인함.
153. 1 2  가나자와 게이 (2015년 10월 16일). “山田哲人は「本塁生還力」も優れている！？”. Baseball LAB. 2018년 4월 14일에 확인함.
154. ↑  山田哲人は「本塁生還力」も優れている！？ - Baseball Lab, 2015년 10월 16일
155. ↑  “ヤクルト、３年ぶり首位！“快盗”山田が２盗塁３得点”. 《SANSPO.COM》. 2018년 4월 9일. 2018년 12월 10일에 확인함.
156. ↑  “ドラフト注目選手・山田哲人（履正社）”. 닛칸 스포츠. 2016년 1월 1일에 확인함.
157. ↑  “史上初の200安打＆トリプルスリーも？　山田哲人が秘める打撃以外の武器”. Full-Count. 2015년 3월 9일. 2015년 5월 16일에 확인함.
158. ↑  “【ヤクルト】山田哲人の盗塁技術の凄味はどこにある？ 走力だけなら山田哲人の上をいく選手がいる！！《ファンを楽しませる天才・上田剛史オンライントーク》”. 《ラブすぽ》 (일본어). 2021년 6월 8일. 2021년 7월 3일에 확인함.
159. ↑  “山田哲人のヤクルト残留理由は…張り込みカメラマンが目撃した超一流の「危機察知能力」”. Smart FLASH. 2020년 11월 23일. 2022년 1월 12일에 확인함.
160. ↑  “ヤクルト・山田、セオリーの逆を突く「右手」生還 左手おとりに捕手の意識誘いタッチかいくぐった”. 《스포니치 Sponichi Annex》 (일본어). 2021년 10월 9일. 2021년 12월 20일에 확인함.
161. ↑  “４冠狙うヤクルト山田はなぜ「外れの外れの１位」だったのか”. 《닛칸 겐다이 DIGITAL》. 2015년 8월 24일. 2021년 12월 20일에 확인함.
162. ↑  “【日米野球】侍・山田哲人、二塁守備でも米メディアから称賛浴びる「並外れた守備範囲」”. 《Full-Count》 (일본어). 2018년 11월 12일. 2021년 12월 25일에 확인함.
163. ↑  “ヤクルト打線変革の理由に迫る”. 슈칸 베이스볼 ONLINE. 2014년 6월 12일. 2016년 8월 24일에 확인함.
164. ↑  “2015年度 セントラル・リーグ セントラル・リーグ　個人守備成績（規定以上）”. 일본 야구 기구. 2016년 8월 24일에 확인함.
165. ↑  Essence of baseball - DELTA
166. ↑  이치카와 히로히사. “1.02 Fielding Awards 2017 野手の守備力をデータから分析し評価する 06 SECOND BASEMAN”. 《1.02 Essence of Baseball》. DELTA. 2019년 4월 24일에 확인함.
167. ↑  오미나미 준 (2018년 11월 27일). “野手の守備力をデータから分析し評価する［1.02 FIELDING AWARDS 2018］二塁手部門”. 《1.02 Essence of Baseball》. DELTA. 2019년 4월 24일에 확인함.
168. ↑  “山田 哲人 （履正社）”. 고교 야구 닷컴. 2010년 10월 24일. 2021년 5월 9일에 확인함.[깨진 링크(과거 내용 찾기)]
169. ↑  “【侍ジャパン】山田哲人、稲葉監督の“一塁準備指令”に即答「ファーストミット、大事にとってあります」”. 《스포츠 호치》 (일본어). 2021년 6월 23일. 2023년 3월 21일에 확인함.
170. ↑  “［天才打者が挑む壁］山田哲人「僕が本当に欲しいもの」（佐藤春佳）”. 《Number Web》 (일본어). 2022년 3월 17일. 2022년 3월 19일에 확인함.
171. ↑  “山田哲人の日の丸グラブは「日本代表の自覚」 グラブメーカー社長が語る”. 《산케이 스포츠》 (일본어). 2021년 8월 1일. 2021년 12월 20일에 확인함.
172. ↑  “燕・山田、社員１人メーカーの市販グラブで初ＧＧ賞どないや！”. 《산케이 스포츠》. 2016년 1월 11일. 2017년 6월 16일에 확인함.
173. ↑  “【番記者が選ぶ撮っておき】ヤクルト・山田キャプテン、愛用グラブ手に考え事！？”. 《산케이 스포츠》 (일본어). 2021년 2월 11일. 2021년 12월 20일에 확인함.
174. ↑  中溝康隆 (2015년 7월 13일). “山田哲人 NPB史上初の本塁打王＆盗塁王の同時獲得なるか？”. BASEBALL KING. 2015년 7월 14일에 원본 문서에서 보존된 문서. 2019년 10월 23일에 확인함.
175. ↑  오사카 No.1 야수는 나다! ‘아마추어 야구’(제29호), 닛칸 스포츠 출판사, 2010년, 잡지 66835-98, p.64 ~ 67
176. ↑  “【新春スーパースター対談】巨人・坂本勇×ヤクルト・山田哲、東京五輪は２人で二遊間！”. 《산케이 스포츠》. 2019년 1월 1일. 2024년 1월 27일에 확인함.
177. ↑  “ヤクルト山田哲「一番、憧れの人」稼頭央氏とテレビ番組競演”. Sponichi Annex. 2018년 12월 13일. 2018년 12월 30일에 확인함.
178. ↑  “Ｃロナ好きヤクルト山田哲人、交流戦「得点王」狙う”. 《닛칸 스포츠》 (일본어). 2018년 6월 7일. 2021년 12월 25일에 확인함.
179. ↑  “ドラ１候補“Ｔ―山田”強襲２安打に“ホームスチール”も決めた”. Sponichi Annex. 2010년 8월 13일. 2010년 8월 20일에 원본 문서에서 보존된 문서. 2014년 11월 30일에 확인함.
180. ↑  “ヤクルトが新入団選手発表 山田は日本代表目標に”. 《47news》. 2010년 12월 9일. 2014년 9월 3일에 원본 문서에서 보존된 문서. 2021년 7월 4일에 확인함.
181. ↑  “がむしゃら増量へ！ヤクルト・山田「マックでめっちゃ食べた」”. 《산케이 스포츠》. 2014년 1월 13일. 2021년 7월 4일에 확인함.
182. ↑  “ヤクルト優勝への立役者！前人未到の六冠へいざ！天才バッター・山田哲人の「秘密」両親・恩師らが明かすニューヒーローの原点”. 슈칸 겐다이. 2015년 9월 24일. 2015년 11월 11일에 확인함.
183. ↑  “第32回 2015年 授賞語”. 《「現代用語の基礎知識」選 ユーキャン 新語・流行語大賞》. 2024년 1월 27일에 확인함.
184. ↑  “山田・鵜久森始動 ヤクルト選手ら自主トレ・松山”. 에히메 신문 ONLINE. 2016년 1월 12일. 2016년 1월 12일에 확인함.
185. ↑  “「プロ野球ファンが選ぶ！ 心の中で熱唱したい選手応援歌ランキング」 1位はヤクルトの山田哲人選手 阪神のルーキー佐藤輝明選手が5位にランクイン！”. 《PR TIMES》. 2021년 6월 25일. 2021년 7월 3일에 확인함.
186. ↑  “ヤクルト・山田哲がインスタ開設「世の中に感動や興奮を届けられるように頑張ります」”. 《스포니치 Sponichi Annex》 (일본어). 2020년 6월 17일. 2021년 7월 3일에 확인함.
187. ↑  “山田哲人＆村上宗隆、「語り継がれるような」３・４番コンビへ。「オレらが打たなあかん」”. 《web Sportiva》 (일본어). 2021년 7월 7일. 2021년 7월 16일에 확인함.
188. ↑  “ヤクルト・サンタナの勝負飯はＴＫＧ 山田哲＆村上のオススメ気に入った！”. 《산케이 스포츠》 (일본어). 2021년 5월 7일. 2021년 8월 2일에 원본 문서에서 보존된 문서. 2021년 8월 9일에 확인함.
189. ↑  “ヤクルト山田哲、主将就任 自ら名乗りに込めた決意（写真=共同）”. 《니혼케이자이 신문》 (일본어). 2021년 3월 9일. 2021년 7월 17일에 확인함.
190. ↑  “【独占手記】ヤクルト新主将・山田哲人が決意 ６年ぶり優勝導く”. 《산케이 스포츠》 (일본어). 2021년 7월 17일. 2021년 7월 17일에 확인함.
191. ↑  “山田哲人 ここぞの場面で集中力発揮、プレミア決勝３ランで世界一に貢献 - 野球の国から”. 《닛칸 스포츠》 (일본어). 2021년 7월 17일. 2021년 7월 22일에 확인함.
192. ↑  “ヤクルト・山田哲人内野手「おにぎりの味が毎回楽しみ」／ベンチ | 野球コラム”. 《슈칸 베이스볼 ONLINE》 (일본어). 2018년 4월 27일. 2021년 12월 25일에 확인함.
193. ↑  “ヤクルト山田哲人が盗塁技術惜しみなく伝授「チームに必要な選手」教え請うた２年目並木へ”. 《닛칸 스포츠》 (일본어). 2022년 2월 21일. 2022년 2월 28일에 확인함.
194. ↑  赤尾裕希 (2022년 2월 26일). “ヤクルト・山田哲人、清水昇に〝哲学〟注入 「教えて、山田先生」第２弾！”. 《산케이 스포츠》 (일본어). 2022년 2월 28일에 확인함.
195. ↑  “ゴールドポストプロジェクト”. 内閣官房 オリンピック・パラリンピックレガシー推進室. 2022년 6월 7일에 확인함.
196. ↑  “２０１５報知プロスポーツ大賞にトリプルスリーの山田、柳田ら決まる”. 스포츠 호치. 2015년 12월 9일. 2016년 8월 16일에 원본 문서에서 보존된 문서. 2015년 12월 9일에 확인함.
197. ↑  “2014ファン感謝ＤＡＹ③（燕市年間ヒーロー賞）”. 燕市長　鈴木 力 の日記. 2014년 11월 28일. 2017년 8월 4일에 확인함.
198. ↑  “2015ファン感謝Day④（燕市表彰）”. 燕市長　鈴木 力 の日記. 2015년 12월 2일. 2017년 8월 4일에 확인함.
199. ↑  “ファン感謝Dayレポート②（年間ヒーロー賞編）”. 燕市長　鈴木 力 の日記. 2016년 12월 3일. 2017년 8월 4일에 확인함.
200. ↑  “ヤクルト山田哲人、通算1000安打達成 史上300人目、球団史上最速”. 《Full-Count》 (일본어). 2019년 6월 30일. 2021년 12월 20일에 확인함.
201. ↑  “ヤクルト・山田哲がプロ１０年目で１０００試合出場達成”. 《サンスポ》. 2020년 8월 23일. 2021년 12월 20일에 확인함.
202. ↑  “【ヤクルト】山田哲人が通算250号本塁打　球団では３人目の快挙「良い角度で上がってくれた」”. 《닛칸 스포츠》. 2022년 4월 2일. 2022년 4월 2일에 확인함.
203. ↑  “【ヤクルト】山田哲人が史上６６人目の通算２５０本塁打達成　球団最年少で大台到達「いい角度で上がってくれた」”. 《스포츠 호치》. 2022년 4월 2일. 2022년 4월 2일에 확인함.
204. ↑  “2022年シーズン達成が予想される記録（打撃記録）”. 《일본 야구 기구》. 2022년 9월 10일에 확인함.
205. ↑  “2014年4月16日 【公式戦】 試合結果 （東京ヤクルトvs読売）”. 일본 야구 기구. 2014년 4월 16일. 2022년 1월 3일에 확인함.
206. ↑  “2014年5月6日 【公式戦】 試合結果 （東京ヤクルトvs広島東洋）”. 일본 야구 기구. 2014년 5월 6일. 2022년 1월 3일에 확인함.
207. ↑  “2014年6月11日 【公式戦】 試合結果 （東北楽天vs東京ヤクルト）”. 일본 야구 기구. 2014년 6월 11일. 2022년 1월 3일에 확인함.
208. ↑  “2014年7月8日 【公式戦】 試合結果 （東京ヤクルトvs中日）”. 일본 야구 기구. 2014년 7월 8일. 2022년 1월 3일에 확인함.
209. ↑  “2014年8月2日 【公式戦】 試合結果 （東京ヤクルトvs中日）”. 일본 야구 기구. 2014년 8월 2일. 2022년 1월 3일에 확인함.
210. ↑  “2014年9月16日 【公式戦】 試合結果 （東京ヤクルトvs阪神）”. 일본 야구 기구. 2014년 9월 16일. 2022년 1월 3일에 확인함.
211. ↑  “【データ】村上宗隆プロ野球新５打席連続本塁打　20人「打数」と13人「打席」の両方を更新”. 《닛칸 스포츠》. 2022년 8월 2일. 2023년 1월 13일에 확인함.
212. ↑  “2012 Japan Central League Batting Leaders”. Baseball-Reference.com. 2015년 1월 26일에 확인함.
213. ↑  “2013 Japan Central League Batting Leaders”. Baseball-Reference.com. 2015년 1월 26일에 확인함.
214. ↑  “2014 Japan Central League Batting Leaders”. Baseball-Reference.com. 2015년 1월 26일에 확인함.
215. ↑  “2015 Japan Central League Batting Leaders”. Baseball-Reference.com. 2015년 10월 29일에 확인함.
216. ↑  “2016 Japan Central League Batting Leaders”. Baseball-Reference.com. 2015년 10월 29일에 확인함.
217. ↑  “2017 Japan Central League Batting Leaders”. Baseball-Reference.com. 2023년 3월 26일에 확인함.
218. ↑  “2018 Japan Central League Batting Leaders”. Baseball-Reference.com. 2023년 3월 26일에 확인함.
219. ↑  “2019 Japan Central League Batting Leaders”. Baseball-Reference.com. 2023년 3월 26일에 확인함.
220. ↑  “2020 Japan Central League Batting Leaders”. Baseball-Reference.com. 2023년 3월 26일에 확인함.
221. ↑  “2021 Japan Central League Batting Leaders”. Baseball-Reference.com. 2023년 3월 26일에 확인함.
222. ↑  “2022 Japan Central League Batting Leaders”. Baseball-Reference.com. 2023년 3월 26일에 확인함.
223. ↑  “2023 Japan Central League Batting Leaders”. Baseball-Reference.com. 2023년 10월 6일에 확인함.